# Rudolf Virchow

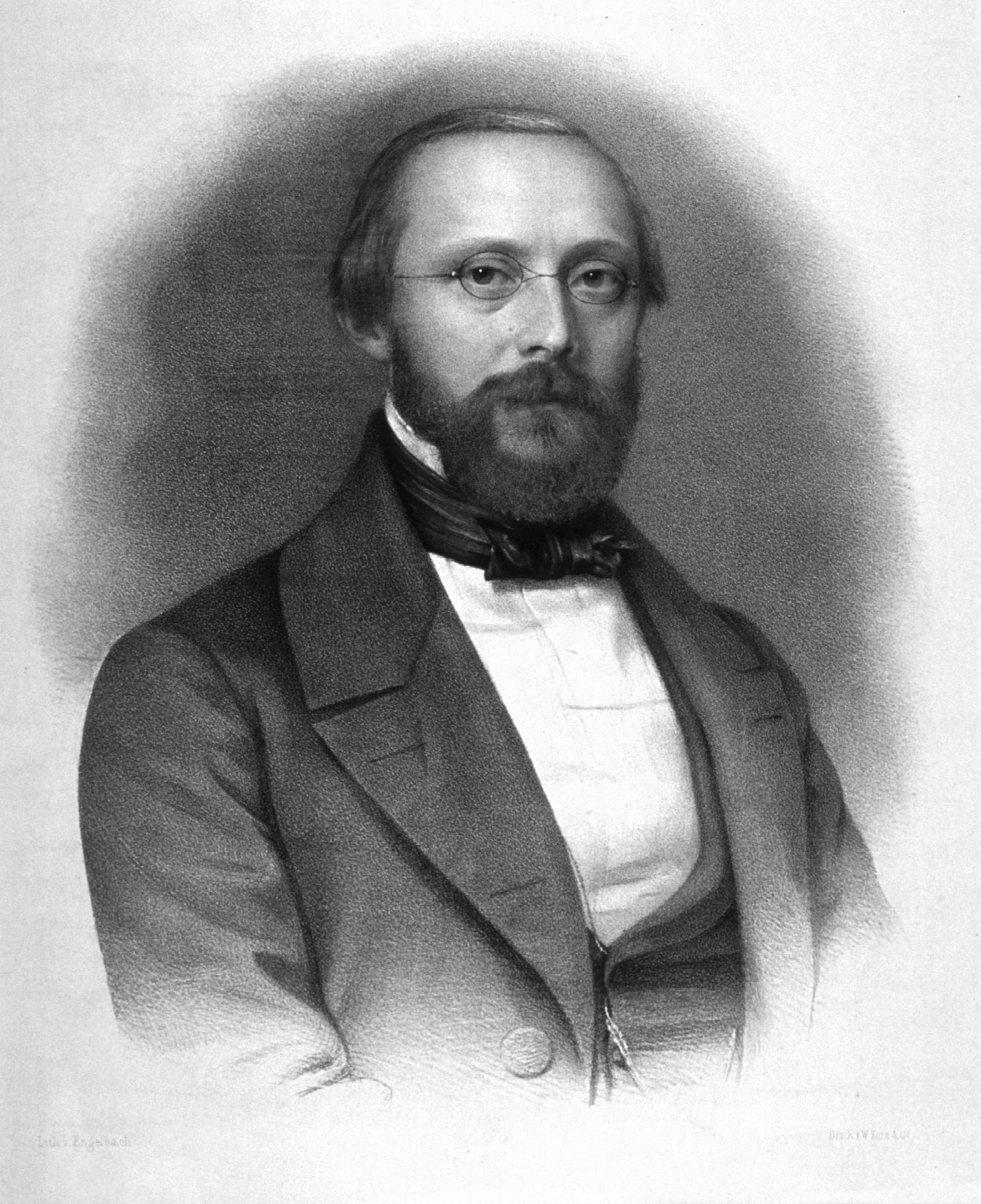
Porträt von Rudolf Virchow, Lithographie von Georg Engelbach

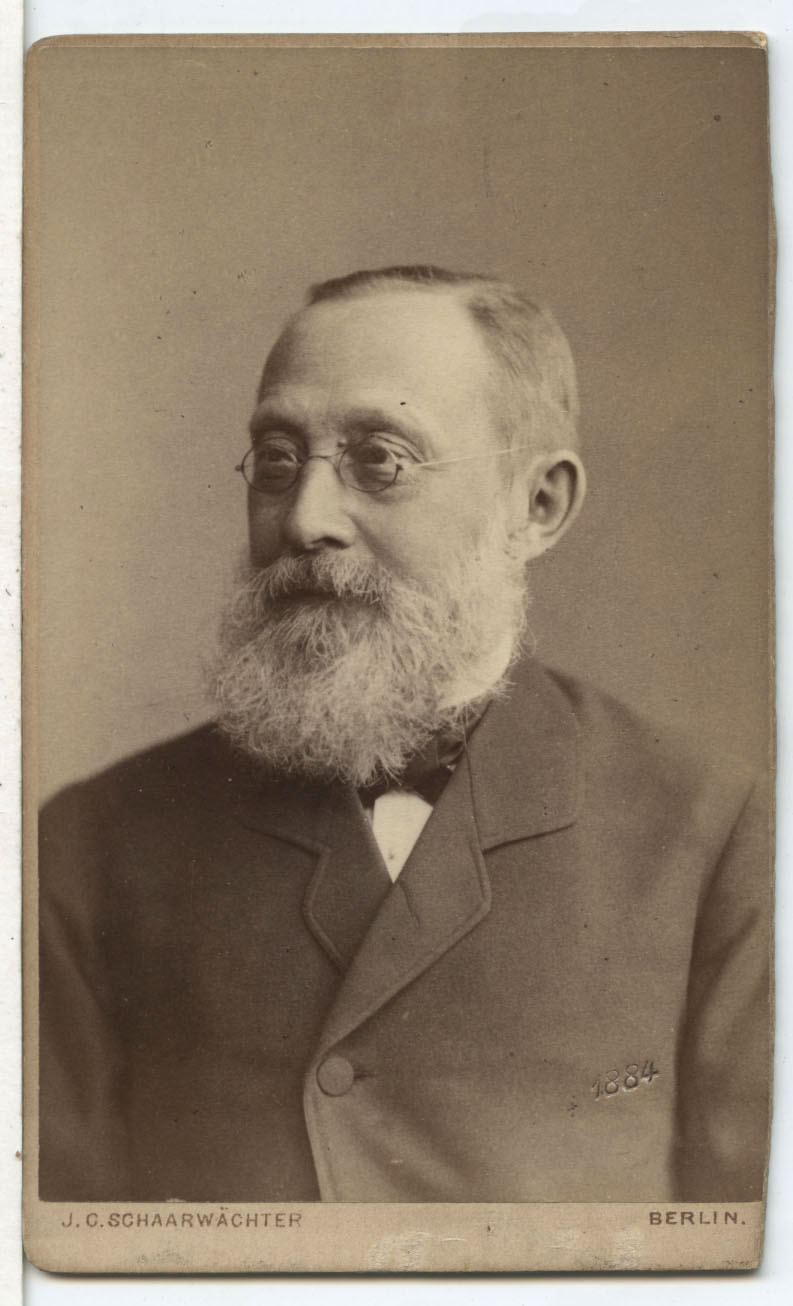
Rudolf Virchow (1884), Fotografie von Julius Cornelius Schaarwächter

Rudolf Ludwig Karl Virchow (Aussprache des Nachnamens meist [ˈvɪrço], auch [ˈfɪrço]; * 13. Oktober 1821 in Schivelbein, Pommern; † 5. September 1902 in Berlin) war ein deutscher Arzt, Pathologe, Pathologischer Anatom, Anthropologe, Prähistoriker und liberaler Politiker. In Würzburg und Berlin erlangte er als Professor der Pathologie Weltruf.
Im Jahr 1853 (und umfassender 1855) stellte er den Grundsatz auf, dass „die Zelle wirklich das letzte Formelement aller lebendigen Erscheinungen sowohl im Gesunden als im Kranken ist, von welchem alle Tätigkeit des Lebens ausgeht“. Er begründete damit die Zellularpathologie; mit dieser und seinen Forschungen zur Thromboseentstehung auch die moderne Pathologie. Er vertrat eine sowohl naturwissenschaftlich als auch sozial orientierte Medizin, proklamierte die Medizin als eine soziale Wissenschaft und gilt zudem als Begründer der modernen Sozialhygiene. Auch als liberaler Politiker und Mitbegründer der Deutschen Fortschrittspartei und der Deutschen Freisinnigen Partei stand er in hohem Ansehen.

## Leben und Wirken

### Kindheit und Jugend

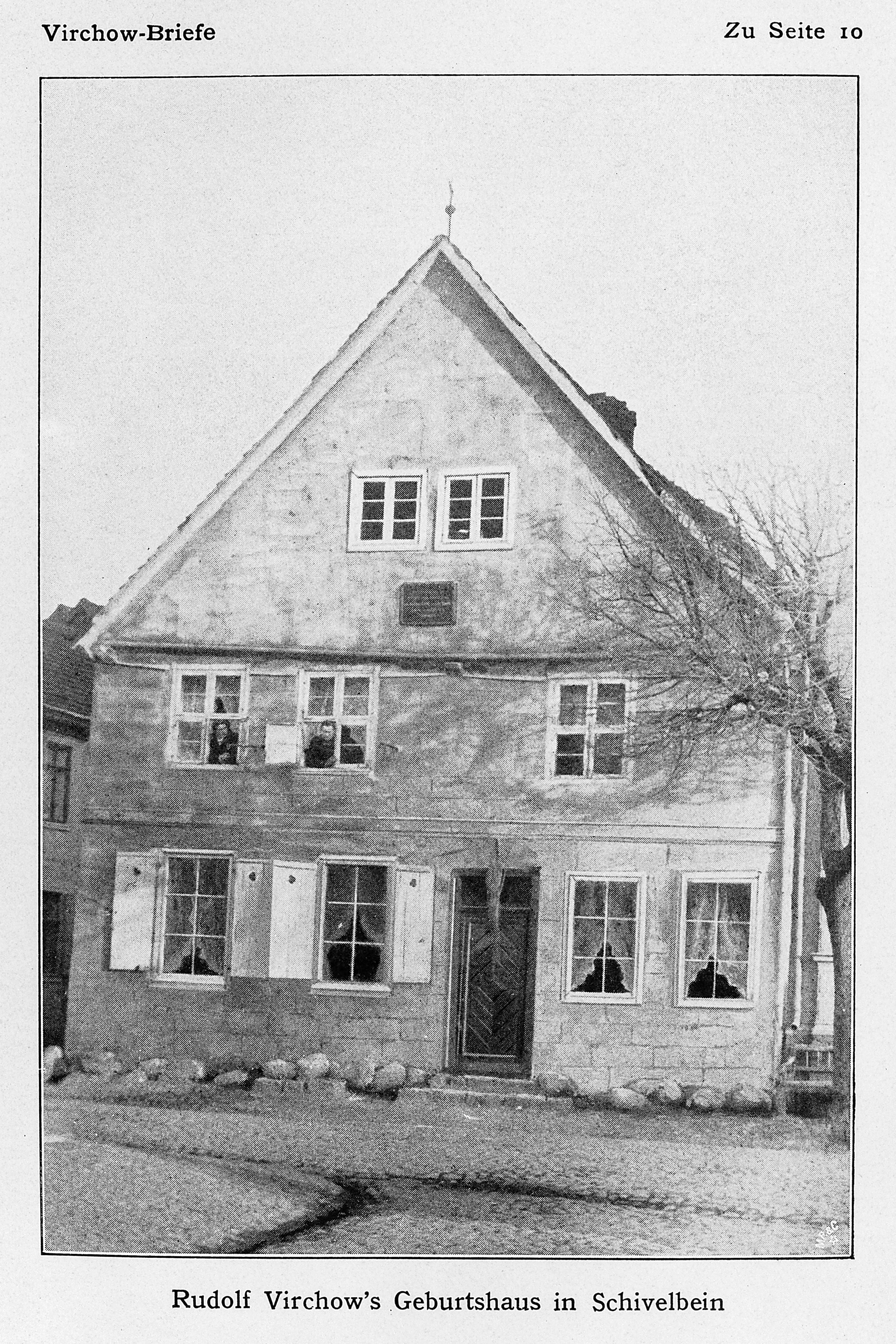
Virchows Geburtshaus in Schivelbein

Rudolf (auch Rudolph) Virchow wurde in Hinterpommern geboren und war das einzige Kind von Carl Christian Siegfried Virchow (1785–1864) und dessen Ehefrau Johanna Maria Virchow, geborene Hesse (1785–1857). Der Vater war der Sohn eines Fleischermeisters und gelernter Kaufmann. Ab 1828 war er als landwirtschaftlicher Kämmerer in Schivelbein tätig, später betrieb er eine 50 Morgen große Landwirtschaft. Die Mutter stammte aus Belgard (Landkreis Belgard), sie war eine Schwester des Baurats Ludwig Ferdinand Hesse.
Rudolf Virchow war als Kind häufig krank. Er besuchte ab 1828 die Stadtschule in Schivelbein und erhielt zusätzlich bei Geistlichen fremdsprachlichen Unterricht. Ab Mai 1835 besuchte er das Gymnasium in Köslin, wo er im Frühjahr 1839 seine Reifeprüfung bestand. In jungen Jahren konnte sich Virchow vorstellen, Pfarrer zu werden. Er gab dieses Berufsziel jedoch bald auf, angeblich weil seine eher hohe Stimme für einen Prediger zu wenig Volumen hatte.

### Studium
Vom 26. Oktober 1839 bis zum 1. April 1843 studierte Virchow, dessen finanzielle Verhältnisse kein Studium an einer Universität zuließen, nach erfolgreicher Bewerbung um einen Ausbildungsplatz Medizin am Medizinisch-chirurgischen Friedrich-Wilhelm-Institut (der berühmten militärärztlichen Akademie „Pépinière“) in Berlin. Anschließend wurde er als Unterarzt der Chirurgie an der Charité klinisch tätig, versorgte im April 1843 als Militärarzt chirurgische Patienten und führte unter anderem chemische und mikroskopische Forschungsarbeiten durch. Mit einer pathologischen Doktorarbeit bei Johannes Müller wurde er im Oktober 1843 von der Friedrich-Wilhelms-Universität mit seiner Dissertation über Rheuma, vor allem der Hornhaut, zum Dr. med. promoviert. Anschließend setzte Virchow eine begonnene militärärztliche Ausbildung fort und arbeitete danach als Assistent von Robert Froriep in der Prosektur der Charité.
Am 3. Mai 1845 hielt Virchow zum 50. Gründungstag der Pépinière seine erste öffentliche Rede mit dem Titel Über das Bedürfnis und die Richtigkeit einer Medizin vom mechanischen Standpunkt. Zu dieser Rede, in der er verschiedene physiologische Vorgänge beschrieb, sei es ihm, erklärte er selbst, darum gegangen, „zu zeigen, daß die praktische Medizin nie etwas anderes als angewandte Naturwissenschaft sein darf“. Insbesondere seine neuartigen Erklärungen zur Entstehung von Venenentzündungen riefen bei der Zuhörerschaft erheblichen Widerspruch hervor. 1845 beschrieb er Weißes Blut bei Blutkrebs, dessen Namen Leukämie er ab 1847 prägte. Auch die Bezeichnungen Thrombose und Embolie gehen auf Virchow zurück. Seine Staatsexamina bestand er von Herbst 1845 bis Frühjahr 1846.

### Erste Tätigkeit in Berlin
Im Mai 1846 erhielt Virchow, der als 24-Jähriger bereits Privatvorlesungen hielt, die freigewordene Stelle des Prosektors an der Charité. Nachdem er auf eigenen Wunsch aus dem militärärztlichen Dienst ausgeschieden war, habilitierte er sich im November 1847, wurde (statt nach den üblichen drei Jahren nach dem Staatsexamen) sofort danach Privatdozent und begann, auch um seine Ansichten in Form einer Zeitschrift zu verbreiten, mit seinem Freund Benno Reinhardt das Archiv für pathologische Anatomie und Physiologie und für klinische Medicin herauszugeben, das bis heute, inzwischen als Virchows Archiv, in über 450 Bänden erschienen ist.
Im Jahr 1848 war Virchow durch Teilnahme am Barrikadenbau in die Märzrevolution verwickelt, überwarf sich aber auch durch seine Sozialanalyse der Fleckfieber-Epidemie in Oberschlesien, wo er bis zum 10. März tätig war, mit der preußischen Regierung, die ihn dorthin gesandt hatte und deren Politik er als ursächlich für die schlechten hygienischen und sozialen Verhältnisse ansah. Dadurch wurde seine Stellung in Berlin unhaltbar, und er verlor im März 1849 schließlich seine Wohnung sowie die Stelle als Prosektor. Mehrere Universitäten, darunter die ETH Zürich, boten ihm einen Lehrstuhl an.

### Professur in Würzburg (1849–1856)

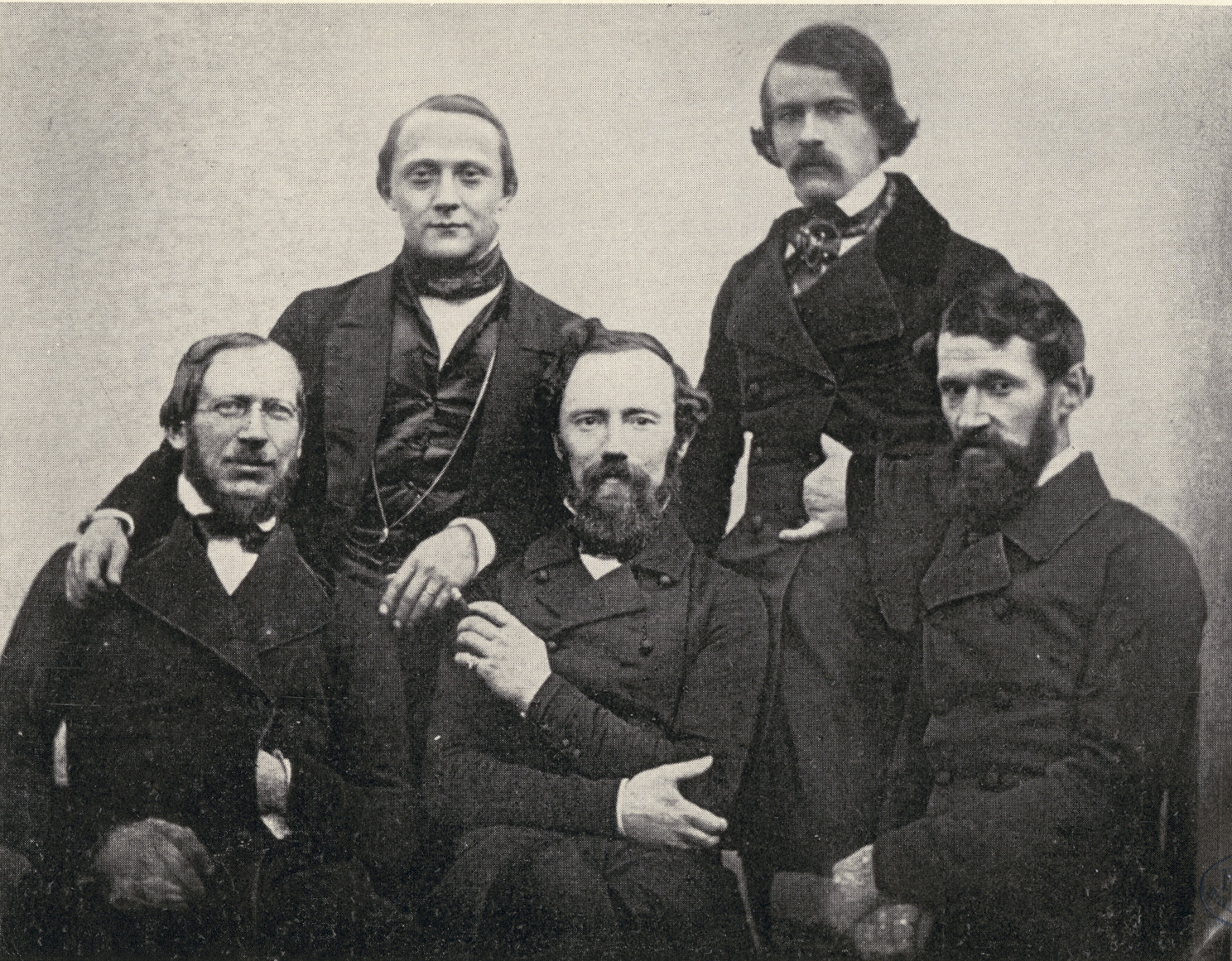
Rudolf Virchow im Kreise seiner Würzburger Kollegen 1850. Stehend, von links: Virchow, Albert von Kölliker. Sitzend, von links: Johann Joseph von Scherer, Franz Kiwisch von Rotterau, Franz von Rinecker.

Rudolf Virchow nahm, bewogen durch Differenzen mit dem preußischen Kulturministerium, zum Wintersemester 1849/50 den von dem einflussreichen Professor Franz von Rinecker (später mit Virchow befreundet) beim bayerischen Ministerium (Karl von Abel) sowie von Kiwisch von Rotterau unterstützten Ruf der Universität Würzburg auf den seit 1845 bestehenden Lehrstuhl für Pathologische Anatomie am Juliusspital an. Virchows Vorgänger, der bis 1848 am Juliusspital tätige Schönlein-Schüler (Adam) Bernhard Mohr (1809–1848), war an Lungentuberkulose gestorben. Einen Ruf nach Gießen hatte er abgelehnt. Virchow setzte sich bei der Berufung gegen die bayerischen Mitbewerber Ludwig von Buhl, Johann Baptist Friedreich und Ferdinand Escherich (damals Stadtgerichtsarzt in Bamberg) durch. Dem Staatsministerium musste er versichern, sich von der „politischen Arena“ zurückzuziehen, und der Medizinischen Fakultät Würzburgs erklärte er, dass er „bei sich etwa ergebender Gelegenheit nicht auch Würzburg zu dem Tummelplatz seiner früheren kundgebenden radikalen Tendenzen machen würde“.
Am 29. November 1849 kam Virchow mit der Postkutsche in Würzburg an, schon am nächsten Tag hielt er seine erste Vorlesung als ordentlicher Professor für Pathologische Anatomie. Gleich nach seiner Ankunft in Würzburg war er an der Gründung der Würzburger Physikalisch-Medizinischen Gesellschaft mit anfänglich 23 Mitgliedern beteiligt, für die er auch Vorträge hielt (etwa über den „Kretinismus in Unterfranken“) und zu deren Sitzungen auch Studenten Zutritt hatten. Er fungierte zunächst als Sekretär und Mitglied in der Redaktionskommission, spielte aber bald eine führende Rolle in der rasch wachsenden Fachgesellschaft und wurde 1852 zum Vorsitzenden gewählt.
Am 14. August 1850 heiratete er Rose Mayer in Berlin. Er hatte sich noch in Berlin mit ihr verlobt, nach der Heirat zog sie zu ihm nach Würzburg. Aus der Ehe gingen sechs Kinder hervor (siehe #Ehe und Kinder).
In jedem Wintersemester bot er eine Vorlesungsreihe über spezielle und pathologische Anatomie an, außerdem gab er in jedem Semester Vorlesungen über ein interessantes Thema wie z. B. Infektionskrankheiten oder angeborene Krankheiten. Er lehrte auch Geschichte der Medizin und prüfte bei Examen auch in Veterinärmedizin. Besonders beliebt war Virchows pathologisch-anatomischer Mikroskopierkurs, mit dem er seine Studenten zum „mikroskopischen Denken“ erziehen wollte. Zu dem Kurs wurden allerdings nur 40 Personen zugelassen, die sich die wenigen Mikroskope mit den von Virchow präparierten Gewebeschnitten teilen mussten. Die Mikroskope waren auf kleinen Wagen montiert, die auf Schienen von Student zu Student fuhren. Zahlreiche Studenten aus vielen Ländern kamen an Virchows Institut. Zu seinen Schülern, Studenten, Assistenten und Doktoranden gehörten etwa die Anatomen Karl Ernst Emil Hoffmann, Carl Gegenbaur, Karl Joseph Eberth und Alfonso Corti, der Ohrenarzt Anton von Tröltsch, die Internisten Carl Gerhardt, Hugo von Ziemssen und Adolf Kußmaul, die Pathologen Friedrich Grohé und Edwin Klebs, der Pharmakologe Friedrich Goll, die Physiologen Johann Nepomuk Czermak und Victor Hensen, der Augenarzt August von Rothmund, der Botaniker Johannes Lachmann, der praktische Arzt Michael Schmerbach (1824–1886), ein 1856 bei Virchow mit einer Arbeit über den Kretinismus promovierter Doktorand und Illustrator von Virchows Büchern, und der Zoologe Ernst Haeckel.
Neben den Vorlesungen und dem Mikroskopierkurs waren Sektionen ein Schwerpunkt der Tätigkeit Virchows. Außerdem war er für die pathologisch-anatomische Präparatesammlung zuständig, die sein Vorgänger Bernhard Mohr aufgebaut hatte. Virchow führte in Würzburg als Prosektor fast 1000 Sektionen durch, obwohl er nicht dazu verpflichtet war, sondern nur ein Anrecht darauf hatte. Die meisten Leichen kamen aus dem Juliusspital, zusätzlich sezierte er Leichen auf dem Friedhof der Stadt. Meistens sezierte er den ganzen Körper, was damals nicht üblich war. In den ersten drei Jahren sezierte Virchow allein, ab 1852 bewilligte man ihm einen Assistenten. Er hatte nacheinander vier Assistenten, die beiden letzten waren Friedrich Grohé (1854–1856) und Ernst Haeckel (Sommersemester 1856). Virchow stellte in Würzburg wegweisende Postulate zur Sektionstechnik auf, die später in Preußen verbindlich gemacht wurden. Die drei wichtigsten Forderungen Virchows waren: Vollständigkeit der Sektion, standardisierte Reihenfolge und detailliertes Protokoll.

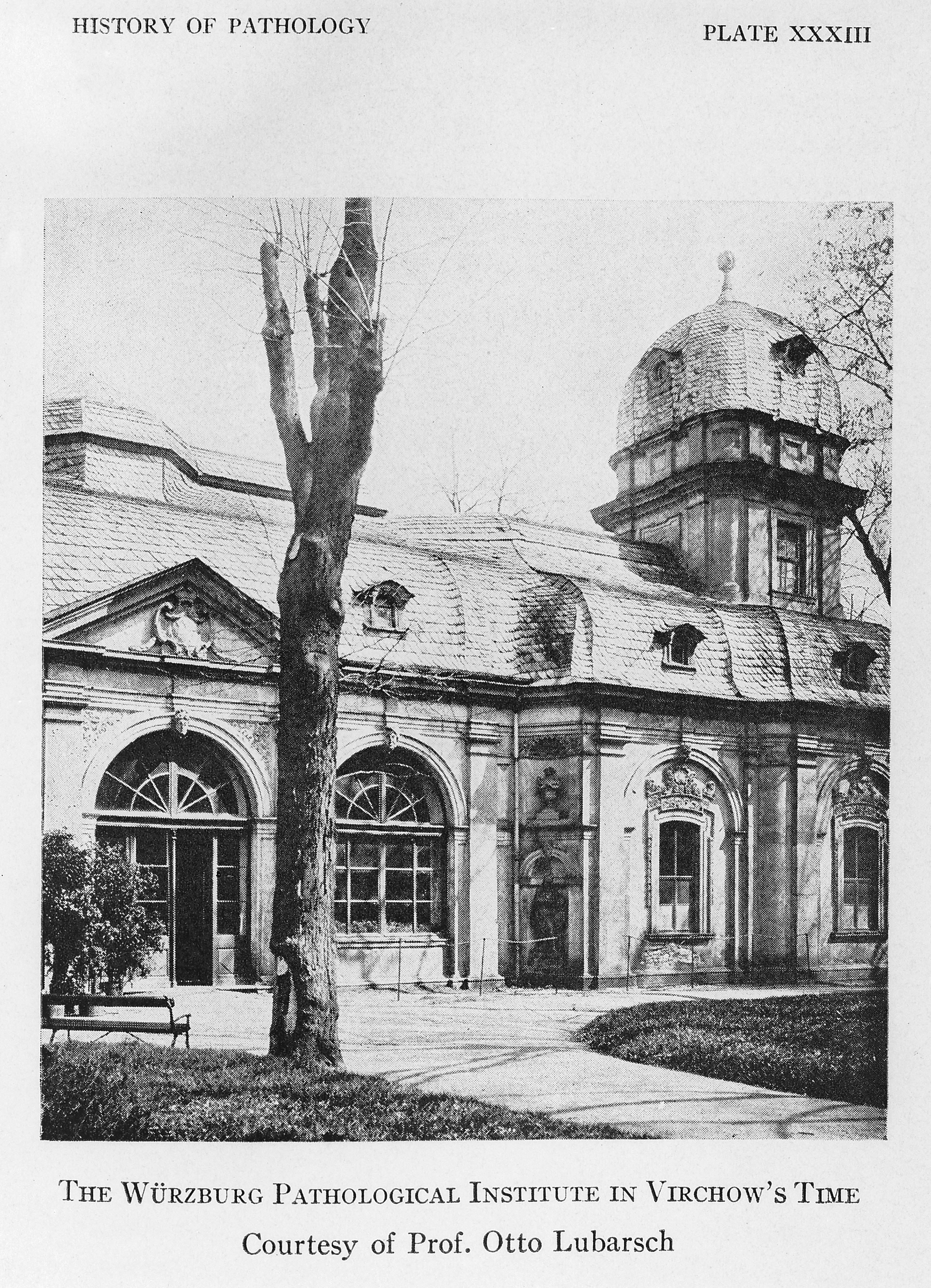
Der Gartenpavillon des Würzburger Juliusspitals beherbergte Virchows pathologisches Institut bis 1853

Virchows pathologisches Institut war zunächst im südlichen Seitenflügel des Gartenpavillons des Juliusspitals untergebracht, während der Anatom Kölliker im nördlichen Flügel arbeitete. Auch der Chirurg Cajetan von Textor arbeitete und lehrte im juliusspitälischen Gartenpavillon und musste sich mit Virchow und Kölliker die beengten Räumlichkeiten teilen. Im mittleren Teil des Gebäudes, dem Theatrum anatomicum, fanden Vorlesungen statt. 1853 zogen die Institute für Anatomie und Pathologie unter Kölliker und Virchow in das neu gebaute Kollegiengebäude (Medizinisches Kollegienhaus) im benachbarten Botanischen Garten um. Virchow arbeitete auch dort neben dem Anatomen Kölliker.
Im Hinblick auf Virchows Forschung und seine medizinischen Publikationen war Würzburg seine produktivste Zeit. Er entwickelte seine Lehre von der Zellularpathologie, die er zunächst in einem Aufsatz formulierte. Darüber hinaus publizierte er zu einer Fülle weiterer Themen: Tumoren, Entzündungen, Thrombosen, Bindegewebe, Amyloide, Myelin, Knorpel, Schädelwachstum, Rachitis, Osteomalazie, der Bandwurm Echinococcus und noch anderes.
Zur Erforschung des seinerzeit in den Dörfern Frankens verbreiteten Kretinismus reiste er quer durch Mainfranken und suchte nach Kretins, die oft vor der Öffentlichkeit verborgen wurden. Er beschrieb die körperlichen Merkmale und die unwürdigen Lebensumstände der Kretins. Die Häufigkeit der Krankheit gab er mit 1:4500 an. Als Ursache vermutete er irrtümlich ein Miasma. Anhand von Schädeln unterfränkischer Verstorbener erforschte er auch den Zusammenhang von Kretinismus und pathologischen Schädelformen und publizierte darüber ab 1851. Auch Virchows Doktorand Michael Schmerbach verfasste seine Dissertation über den Kretinismus in Franken.
Einen erneuten Ruf an die Medizinische Klinik der Universität Zürich 1852 lehnte Virchow ab, wofür ihm die Studenten am 12. Januar 1853 mit einem Fackelzug dankten, zu dem Carl Gerhardt eine Rede hielt und über den Haeckel in einem Brief an seine Eltern berichtete. Auch im Jahr 1850 war von Studenten bereits ein Fackelzug für Virchow (sowie Albert Kölliker und Carl Friedrich von Marcus) veranstaltet worden.
Sein Nachfolger am Würzburger Juliusspital wurde August Förster.

### Professur in Berlin (1856–1902)
Auf Antrag der Medizinischen Fakultät der Berliner Universität und bestätigt vom preußischen Kulturminister Karl Otto von Raumer wurde Rudolf Virchow 1856 als Professor der Pathologie und Therapie nach Berlin berufen. Im selben Jahr übernahm er das neu geschaffene Ordinariat für pathologische Anatomie auf dem Gelände der Charité sowie seine alte Stellung als Prosektor an der Charité. Für Virchow wurde zudem ein eigenes Institutsgebäude eingerichtet, das erste Pathologische Institut Deutschlands. Am Charité-Krankenhaus war Virchow vom 15. Oktober 1856 bis zum 1. Mai 1873 auch dirigierender Arzt der Abteilung für kranke Gefangene. Ebenfalls 1856 veröffentlichte er seine Erkenntnisse über die Thrombose im Rahmen seiner Gesammelten Abhandlungen zur Wissenschaftlichen Medicin. Diese Arbeit beeinflusste das Denken über Bluterkrankungen und deren Entstehung. Die drei Hauptfaktoren bei der Entstehung einer Thrombose wurden später als Virchow-Trias bekannt.
Im Jahr 1858 erschien sein Buch Die Cellularpathologie in ihrer Begründung auf physiologische und pathologische Gewebelehre. Die darin in 20 Vorlesungen der Monate Februar bis April 1858 dargestellte Theorie besagt, dass Krankheiten auf Störungen der Körperzellen basieren. Dies leitete er aus seinen vor allem in Würzburg durchgeführten Untersuchungen im Rahmen seiner pathologisch-anatomischen Forschungen ab, die ergaben, dass alle (pflanzlichen, tierischen und menschlichen) Zellen aus anderen Zellen und nicht, wie zuvor angenommen, aus einem unförmigen Urschleim (Blastem) entstehen. Der bekannte Grundsatz von Virchows Zelltheorie lautet seit 1855 „Omnis cellula e cellula“, übersetzt „Jede Zelle [entsteht] aus einer Zelle“, und ist die Grundlage der humoralpathologische und organpathologische Vorstellungen ablösenden Sichtweise, dass jeder Lebensvorgang und jede Krankheit im Zusammenhang mit der Zelle betrachtet werden müsse.
Das von Virchow erkannte Prinzip der Thromboseursache und die Theorie der Zellularpathologie waren entscheidend für die Ablösung der zuvor in der Medizin angewandten Krasenlehre, welche Krankheiten auf eine ungleichmäßige Mischung der Körpersäfte zurückführt, und damit der seit der Antike bestehenden Humoralpathologie, welche schädliche Mischungen der Körpersäfte als Krankheitsursache ansah, durch eine moderne, naturwissenschaftlich begründete Pathologie und Pathophysiologie.
Virchow arbeitete auch als Medizinhistoriker. Zudem war er als Publizist aktiv und gab mehrere Zeitschriften heraus. Er pflegte rege Kontakte auch zu Schriftstellern, Verlegern und Wissenschaftlern außerhalb des medizinischen Bereichs. Er prägte im Jahre 1870 den Begriff des Kunstfehlers als „Verstoß gegen die anerkannten Regeln der Heilkunst infolge eines Mangels an gehöriger Aufmerksamkeit oder Vorsicht“. Im Jahr 1870, während des Deutsch-Französischen Krieges, organisierte er Lazarettzüge, mit denen er selbst an die Front reiste, und ließ Barackenlazarette auf dem Tempelhofer Feld errichten.
Virchow baute die vorhandene pathologisch-anatomische Sammlung stetig aus. In der Folge wurde 1872/73 das 1856 für Virchow errichtete Gebäude des Pathologischen Instituts um zwei Seitenflügel erweitert. 1873 wurde er zum Geheimen Medizinalrat ernannt. Im Juni und Juli 1887 sowie im Januar 1888 erstellte er Gutachten über den mikroskopischen Kehlkopfbefund beim Kronprinzen Friedrich Wilhelm. 1892/93 war er Rektor der Berliner Universität (1888 war er bei der Wahl zum Rektor noch seinem Würzburger Schüler Carl Gerhardt unterlegen). 1894 wurde er zum Geheimrat ernannt.
1893 erging der Regierungsbeschluss, neue Gebäude für das Pathologische Institut zu errichten: ein Pathologisches Museum, ein Lehr- und Forschungsgebäude, ein Obduktionsgebäude mit Begräbniskapelle und einen Stall für Versuchstiere. Ab dem 27. Juni 1899 konnte die pathologisch-anatomische Sammlung, nun mit über 20.000 Ausstellungsstücken, im neu errichteten Pathologischen Museum der Universität von der interessierten Öffentlichkeit besichtigt werden. Heute ist es das Berliner Medizinhistorische Museum der Charité.

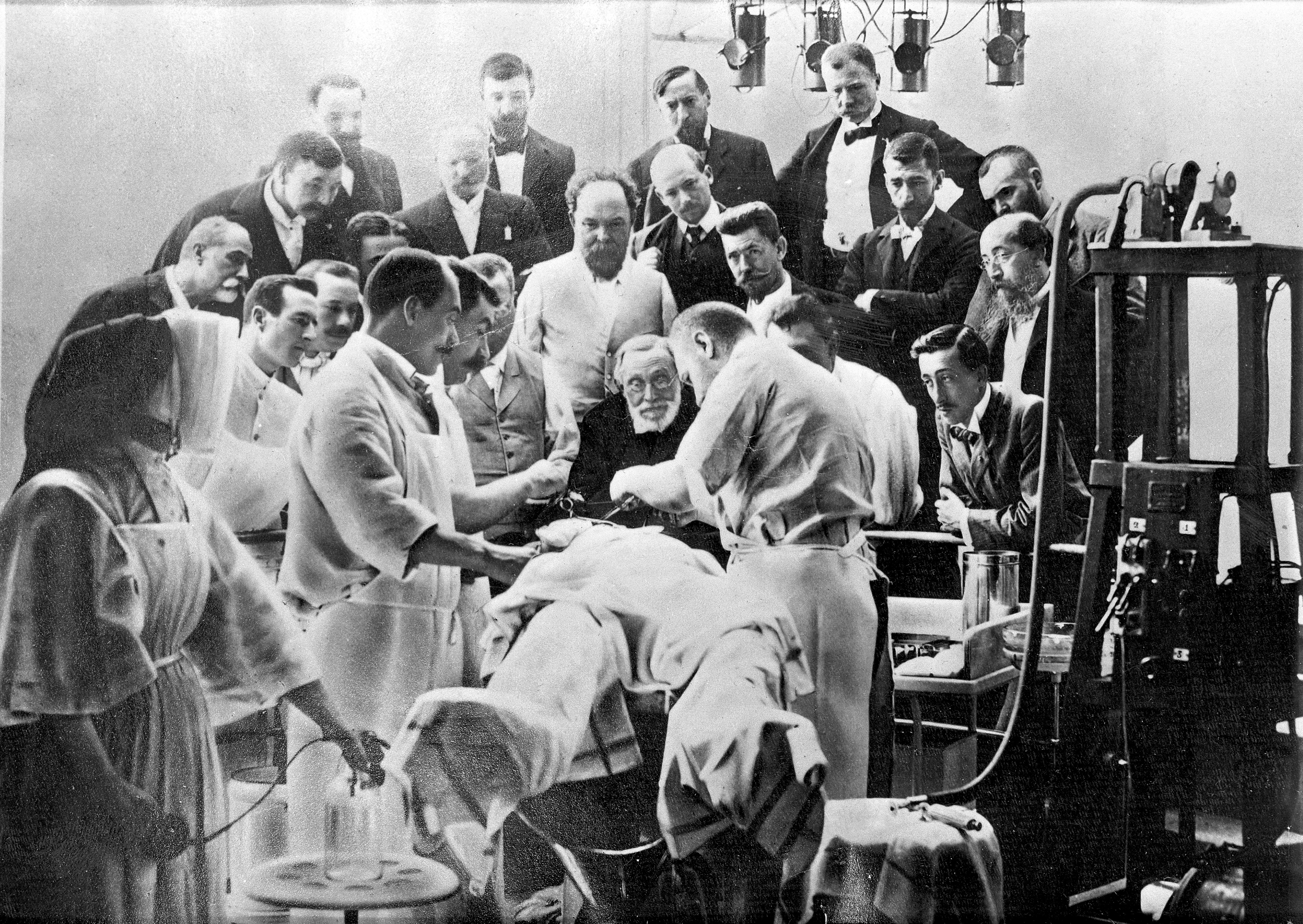
Virchow, eine Schädeloperation beobachtend, Paris 1900

Virchow blieb 46 Jahre bis zu seinem Tod in Berlin, unternahm aber auch zahlreiche Reisen. Bis zu seinem Tod besuchte er regelmäßig das aufstrebende Solebad Dürkheim zur Traubenkur und war mit dem dortigen Bezirksarzt Veit Kaufmann freundschaftlich verbunden. Am 2. August 1900 wohnte er einer Schädeloperation in Paris bei.
Die Fertigstellung des Hauptgebäudes des Pathologischen Instituts im Jahr 1906 erlebte Virchow nicht mehr. Die Pathologie der Charité ist seither in dem Gebäude von 1906 untergebracht, das heute Rudolf-Virchow-Haus genannt wird. Laut Angaben der Charité ist es „das größte Institut, das je für die Pathologie erbaut worden ist“. Das alte Institutsgebäude von 1856 wurde 1906 abgerissen.

### Einstellung zur Religion
Virchow war „nominell Protestant und faktisch Atheist“. In der Öffentlichkeit äußerte er sich kirchenkritisch. Andererseits war er kein Gegner des Glaubens an einen Gott, denn für ihn gehörte der Glaube zur menschlichen Existenz dazu. Dies sei zu tolerieren, und jeder solle an das glauben könne, was ihm beliebe.
Bei einer Unterhaltung mit dem Würzburger Theologieprofessor Franz Hettinger zwischen 1849 und 1858 soll Virchow angeblich gesagt haben: „Ich habe Tausende von Leichen seziert, aber keine Seele darin gefunden“, ein Ausspruch, der zum geflügelten Wort wurde. Allerdings wehrte er sich am 22. Februar 1877 im preußischen Abgeordnetenhaus gegen den Vorwurf, so etwas gesagt zu haben. Nach seinem Leichenbegängnis entbrannte in den Reihen der evangelischen Kirche ein Streit darüber, ob es statthaft war, sich des „nach gläubiger Anschauung unzweifelhaft Verdammten“ anzunehmen und ihm ein christliches Begräbnis auszurichten.

### Lebensende
Virchow blieb bis ins hohe Alter aktiv und arbeitete unermüdlich. Auf dem Weg zu einer Versammlung der Gesellschaft für Erdkunde stürzte er am Abend des 4. Januar 1902 beim Abspringen von einer noch fahrenden Straßenbahn in der Leipziger Straße und brach sich den Oberschenkelhals. Von den langwierigen Folgen dieses Unfalls erholte er sich trotz eines zunächst erfolgversprechenden Bade- und Kuraufenthalts im Mai 1902 im böhmischen Teplitz nicht mehr. Am 11. August 1902 berichtete die Neue Preußische Zeitung über seinen schlechten Gesundheitszustand: „Der Kranke kann das Bett wenig verlassen, schläft manchmal den ganzen Tag oder dämmert wenigstens apathisch vor sich hin. Seine körperlichen Kräfte und namentlich seine geistige Aufnahmefähigkeit vermindern sich dabei in gleichem Maße. Eine vollständige Wiederherstellung erscheint leider ausgeschlossen.“

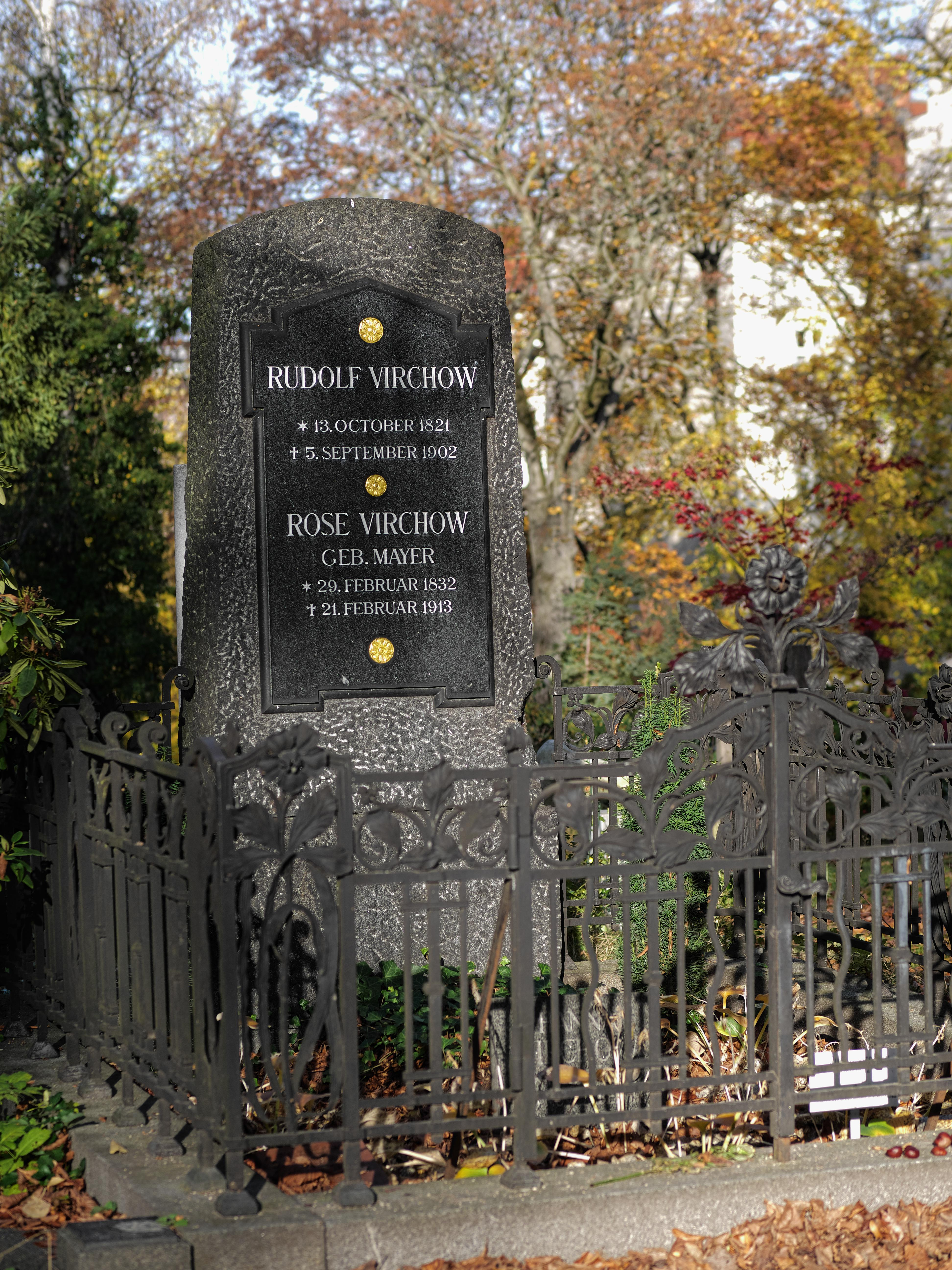
Grabstätte von Rudolf und Rose Virchow auf dem Alten St.-Matthäus-Kirchhof in Berlin-Schöneberg

Rudolf Virchow starb acht Monate nach seinem Unfall am 5. September 1902 um 13 Uhr in seiner Wohnung in der Schellingstraße 10 in der Friedrichsvorstadt. Zur Trauerfeier am 9. September mit Trauerzug vom Rathaus zum Friedhof fanden sich Tausende von Trauergästen ein, um ihm die letzte Ehre zu erweisen.
Das Grab befindet sich auf dem Alten St.-Matthäus-Kirchhof an der Großgörschenstraße in Berlin-Schöneberg (Grab H-s-12/13). Virchows Ehefrau Rose, die 1913 starb, wurde im selben Grab bestattet. Es ist seit 1952 als Ehrengrab der Stadt Berlin gewidmet.
Rudolf Virchows Nachfolger als Professor für pathologische Anatomie in Berlin wurde sein ehemaliger Assistent Johannes Orth. Er verfasste einen Nachruf, in dem er Virchow als „Praeceptor orbis terrarum“ (Lehrmeister der Welt) würdigte. Der Ethnologe Johannes Dietrich Eduard Schmeltz schrieb im März 1903 einen ausführlichen Nachruf für das Internationale Archiv für Ethnographie.
Die wertvolle Büchersammlung von Virchow – heute bekannt als Virchow-Bibliothek – wurde an ausgewählte Institutionen vermacht, der Großteil an die Berliner Medizinische Gesellschaft. Durch die Kriegswirren sind sie den ursprünglichen Institutionen größtenteils verlorengegangen. Die Berliner Stadtbibliothek erhielt rund 3000 Bände, von denen nach den Verlusten im Zweiten Weltkrieg noch etwa ein Drittel vorhanden sind. Ins Würzburger Institut für Pathologie gelangten Schreib- und Mikroskopiertisch, Virchows Diarium (1852–1858) und mit seinen Assistenten in Würzburg geführte Sektionsbücher.

## Besondere Tätigkeitsfelder

### Hygiene
Im Auftrag von Friedrich Eichhorn hatte Virchow 1848 zusammen mit dem Geheimen Obermedizinalrat Barez in Oberschlesien die dort durch eine Flecktyphus-Epidemie eingetretenen Verhältnisse untersucht und kam zu dem Schluss, dass die Politik der preußischen Regierung verantwortlich für die Leiden der hungernden und armen Bevölkerung war. Er empfahl die Versorgung der polnisch-deutschen Mischbevölkerung mit Arznei- und Lebensmitteln und forderte als Konsequenz der Seuche „volle und unumschränkte Demokratie“ sowie „vor allem Bildung mit ihren Töchtern Freiheit und Wohlstand“. Damit gilt Virchow als Begründer der modernen Sozialhygiene.
Virchow arbeitete auch als praktischer Hygieniker. In dieser Funktion beriet er deutsche und ausländische Regierungen in Seuchenfragen. So hatte er 1859 einen von der norwegischen Regierung erhaltenen Auftrag zur Beurteilung der dort verbreiteten Lepra bekommen. Virchow sorgte für die Einführung der obligatorischen Trichinenschau in Preußen.

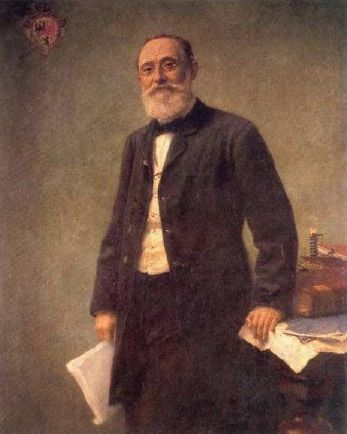
Rudolf Virchow, porträtiert von Hugo Vogel (1861)

Während seiner Würzburger Zeit veröffentlichte er 1852 eine im Auftrag der Bayerischen Staatsregierung verfasste medizinisch-geographisch-historische Skizze Über die Not im Spessart, bei deren achttägiger Recherche er den Zusammenhang des chronischen Hungerzustandes der Bevölkerung mit dem Auftreten epidemischer Krankheiten untersucht hatte. Darin forderte er mehr Bildung, Wohlstand und Freiheit – im Sinne einer modernen Sozialhygiene.
Die Versammlung Deutscher Naturforscher und Ärzte widmete sich auf der Tagung 1868 in Dresden dieser Frage. Virchow befürwortete die Schwemmkanalisation, im Gegensatz zu dem Frankfurter Arzt Georg Varrentrapp, der eine Abfuhr und Nutzung als Dünger befürwortete. Zusammen mit James Hobrecht war Virchow ab 1869 maßgeblich daran beteiligt, dass Berlin um 1870 eine Kanalisation und eine zentrale Trinkwasserversorgung erhielt. Die Entwässerung der Stadt lief über zwölf unabhängige Radialsysteme, die zu Rieselfeldern außerhalb der Stadt führten, die damals sauberste Lösung der Abwasserbeseitigung.
Virchow stand, wie viele andere Vertreter des medizinischen Establishments, den Erkenntnissen der Medizin über Krankheitsursachen sehr skeptisch gegenüber, zum Beispiel dem von Ignaz Semmelweis aufgedeckten Zusammenhang zwischen Sektionsübungen und Kindbettfieber. Er lehnte die Erkenntnisse Robert Kochs zum Milzbranderreger und zum Tuberkelbazillus ab und wollte als Mitglied des Abgeordnetenhauses im Mai 1891 die finanzielle Ausstattung von Kochs Institut kürzen. Andererseits forderte er von der Berliner Stadtverordnetenversammlung, dass ein Bakteriologe nach Kochs Schule in Berlin eingestellt werden müsse.

### Gesundheitsversorgung
Rudolf Virchow setzte sich auch für eine medizinische Grundversorgung der Bevölkerung ein. 1848 proklamierte er in der von ihm mit Rudolf Leubuscher von Juli 1848 bis Juni 1849 herausgegebenen Wochenschrift Die medicinische Reform: „Die Medizin ist eine soziale Wissenschaft, und die Politik ist nichts weiter als Medizin im Großen“, und zitierte damit seinen Freund und Kollegen Salomon Neumann. Im Vorwort der ersten Ausgabe ist zudem zu lesen, dass auch bei der Medizin „eine radicale Reform […] nicht mehr aufzuschieben“ sei. Im Barrenstreit wurde er um ein Gutachten gebeten und entschied sich für das Deutsche Turnen und gegen die Schwedische Gymnastik als nationale Vorsorge für Gesundheit und Wehrbereitschaft. Auf Virchow geht die Einrichtung erster kommunaler Krankenhäuser in Berlin zurück, so in Friedrichshain (1874), Moabit (1875, inzwischen geschlossen) und Am Urban (1890). Auch Parks und Kinderspielplätze sollten die Lage des städtischen Proletariats verbessern. Nicht zuletzt forderte Virchow vehement die Möglichkeit einer berufsmäßigen Ausbildung zur Krankenpflege sowie die flächendeckende Einrichtung von Krankenpflegeschulen an jedem großen Krankenhaus, auch jenseits konfessioneller Anbindung, um die pflegerische Gesundheitsversorgung der Bevölkerung sicherzustellen. Virchow forderte ein verständiges Zusammenwirken von Arzt und Krankenpflege.

### Politik
Zum Politiker war Virchow 1848 geworden, indem er erklärte, dass „Wohlstand, Bildung und Freiheit“ sich gegenseitig bedingen. Seine ab Juli 1848 herausgegebene Zeitschrift Die medicinische Reform verbreitete seine gesellschaftspolitischen Ideen und Grundsätze. Von 1859 bis zu seinem Tod war Virchow gewähltes Mitglied der Berliner Stadtverordnetenversammlung, womit er seine politische Tätigkeit wieder begonnen hatte. Als Stadtverordneter setzte er sich für den Bau von Krankenhäusern, Markthallen und einem hygienischen Schlachthof (dem 1881 errichteten Zentralvieh- und Schlachthof) ein. Das wichtigste Projekt war die von ihm und Stadtrat Arnold Marggraff vorangetriebene Planung einer modernen Kanalisation für die Stadt.
1861 war er Gründungsmitglied und Vorsitzender der liberalen Deutschen Fortschrittspartei. Sein Ziel war die „Freiheit mit ihren Töchtern Bildung und Wohlstand“. Er plädierte für eine liberale Gesellschaft und eine soziale Medizin, die auf dem Boden naturwissenschaftlicher Aufklärung stehen sollte. Aber er wollte eine Distanz gegenüber unbewiesenen Hypothesen in der Popularisierung der Naturwissenschaften wahren und wendete sich damit gegen den deutschen Darwinisten Ernst Haeckel.
Ab 1862 war er Mitglied im Preußischen Abgeordnetenhaus (ab 1865 war Virchow auch für den Wahlkreis Saarbrücken-Ottweiler-St. Wendel zuständig), wo die Deutsche Fortschrittspartei bis 1866 die Mehrheit hatte. Im Jahr 1869 stellte er dort einen Antrag auf Beschränkung der Militärausgaben des Norddeutschen Bundes und allgemeine Abrüstung, Konfliktbewältigung durch internationale Schiedsgerichte und Schaffung der Vereinigten Staaten von Europa. Nach der 1871 erfolgten Gründung des deutschen Nationalstaates als Kaiserreich prägte Virchow 1873 den Begriff des Kulturkampfes als Befreiung der Kultur vom Einfluss der Kirche.

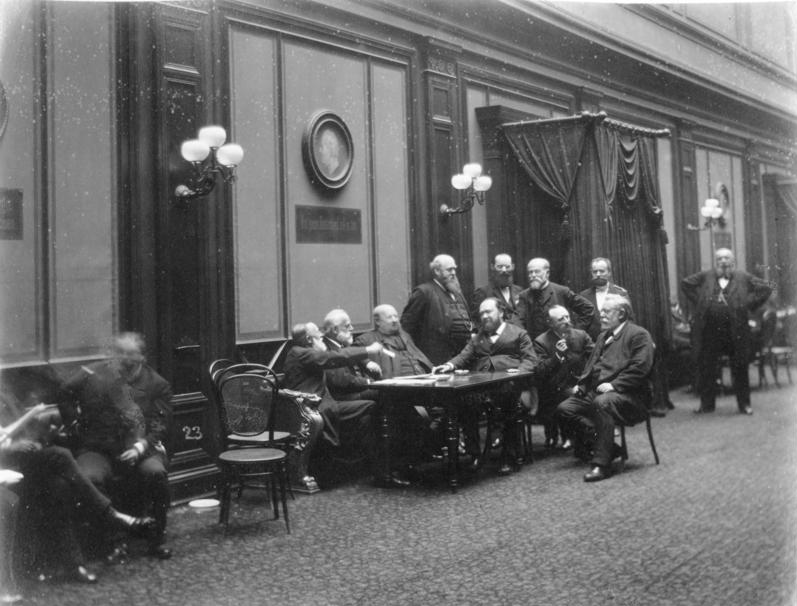
Mitglieder der Freisinnigen Partei im alten Reichstag 1889, Virchow sitzt links am Tisch in der Bildmitte

Von 1880 bis 1893 war Virchow zugleich gewähltes Mitglied des Deutschen Reichstags. Er vertrat nach den Reichstagswahlen 1881, 1884, 1887 und 1890 den Berliner Wahlkreis 2 (Schöneberger Vorstadt, Friedrichsvorstadt, Tempelhofer Vorstadt, Friedrichstadt-Süd). Ab 1884 setzte er sich als Mitglied der Fraktion der Deutschen Freisinnigen Partei besonders für den Aufbau einer staatlichen medizinischen Grundversorgung ein.
Politisch war er bereits 1862 ein entschiedener Gegner des preußischen Ministerpräsidenten und ab 1871 auch Reichskanzlers Otto von Bismarck. Am 2. Juni 1865 griff Virchow Bismarck verbal so heftig an, dass er am folgenden Tag von diesem wegen Anzweiflung seiner Wahrheitsliebe zu einem Duell gefordert wurde, das Virchow allerdings mit den Worten ablehnte, dies sei keine zeitgemäße Art der Diskussion. In einigen englischsprachigen Quellen wurde in dem Zusammenhang die Legende vom „Wurst-Duell“ verbreitet: Virchow hatte die Wahl der Waffen und präsentierte zwei identisch aussehende Würste, von denen eine mit Trichinen belastet war. Bismarck sollte eine der beiden Würste essen, worauf Virchow die andere verspeisen würde. Bismarck lehnte ab. Hierbei dürfte es sich jedoch um eine Erfindung handeln.
Virchow setzte sich für die kommunale Selbstverwaltung und für Minderheitenrechte ein, darunter für die zahlenmäßig starke polnische Volksgruppe in Preußen, und bekämpfte entschieden aufkommende antisemitische Tendenzen. Von Kolonialpolitik hielt er nichts, beteiligte sich aber an verschiedenen tropenmedizinischen Debatten, wie der Akklimatisation von Weißen in den Tropen oder der Leprabekämpfung.

### Anthropologie

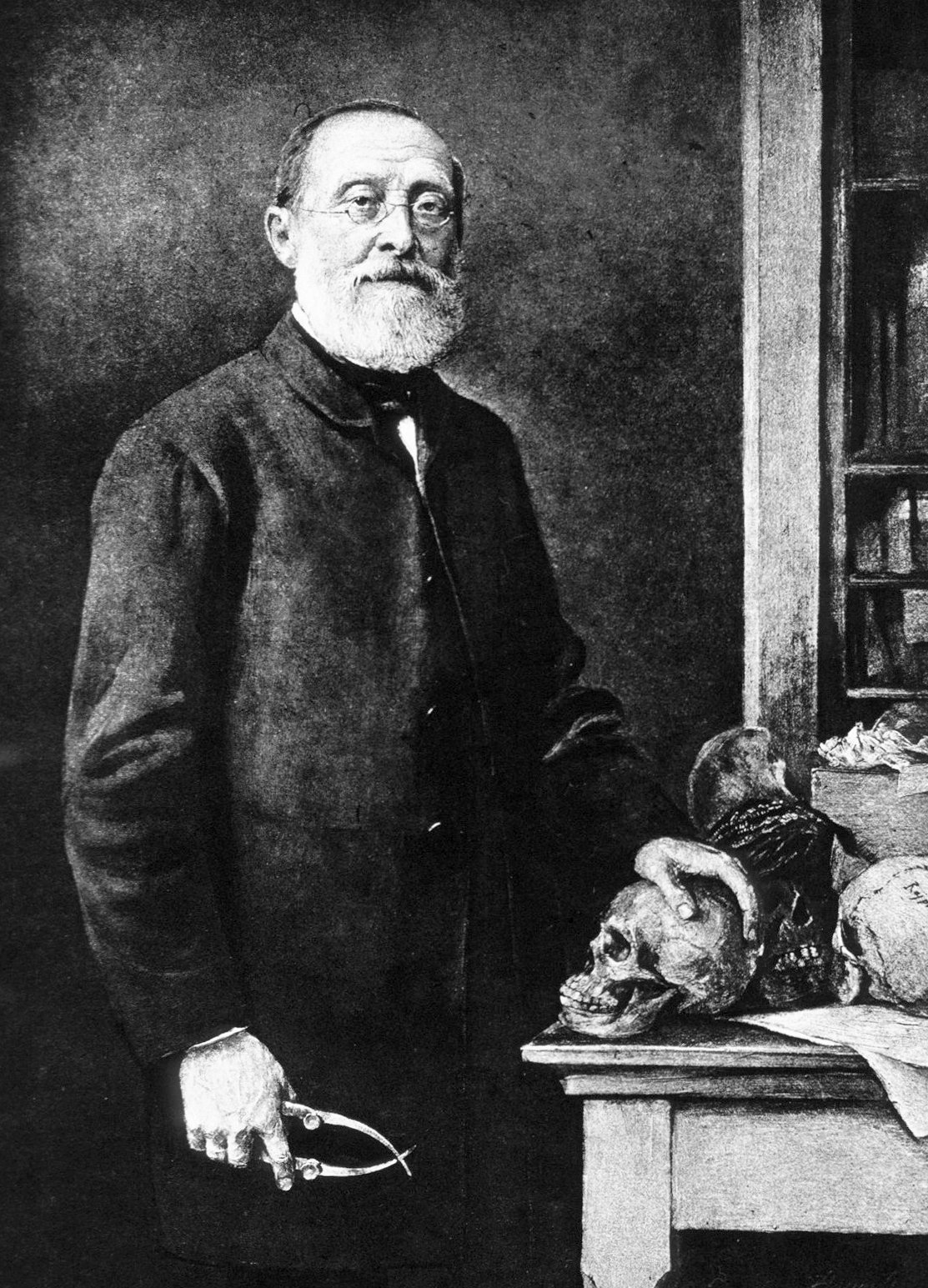
Virchow mit einem Schädel und Messgerät, Porträt von Hanns Fechner (1891)

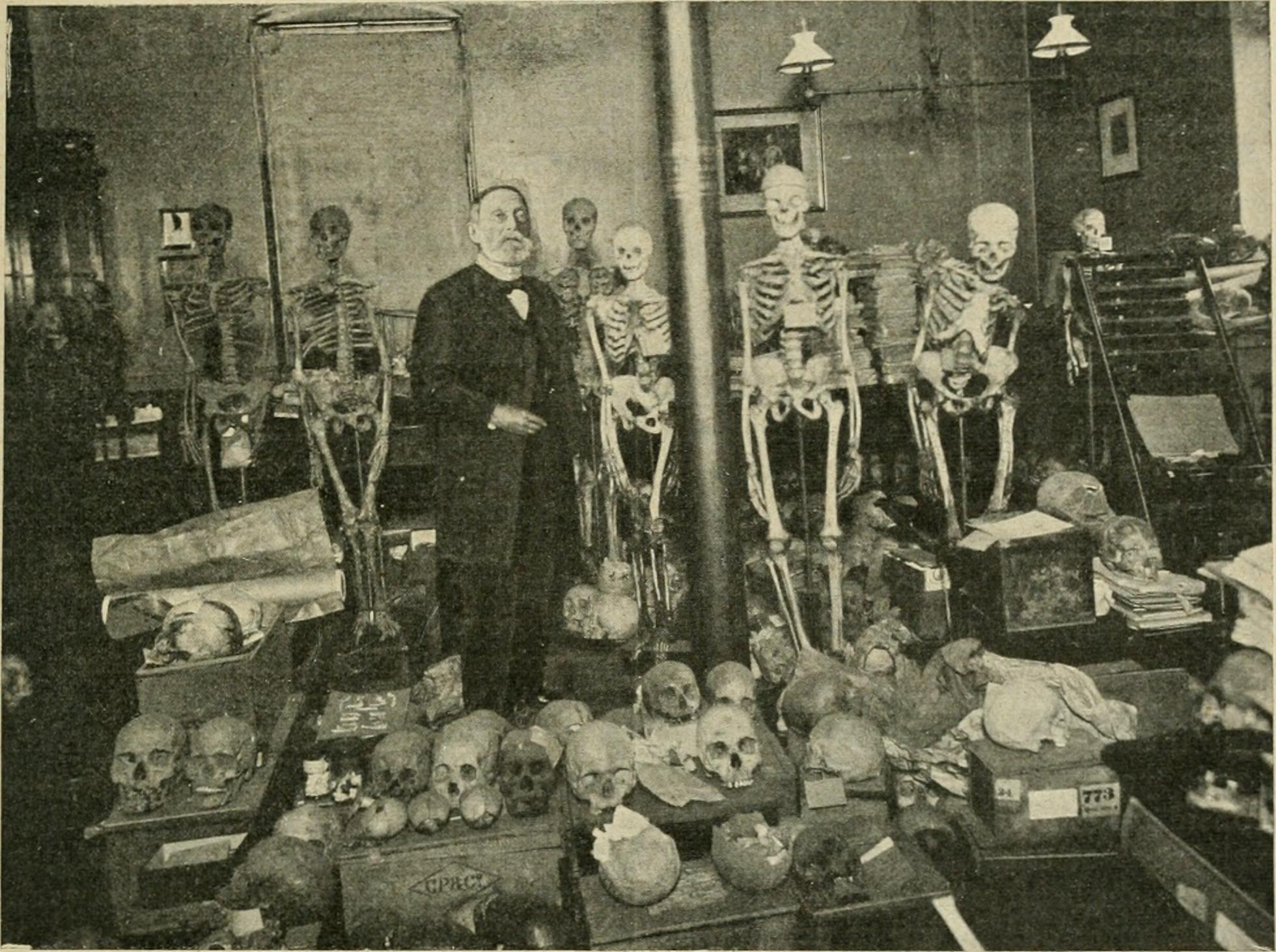
Virchow umgeben von Schädeln und Skeletten in seinem Arbeitszimmer im Pathologischen Institut der Charité, 1895

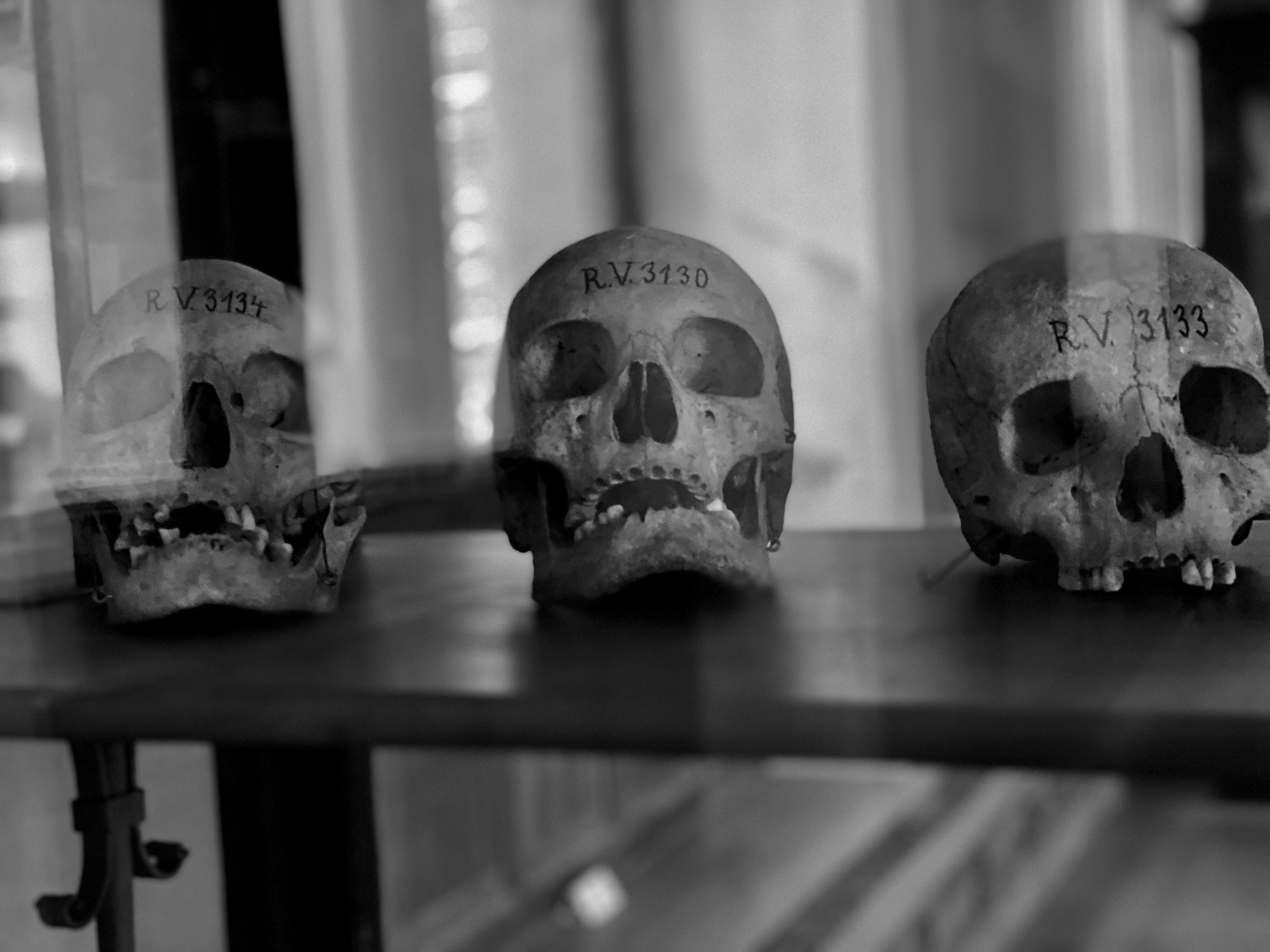
Schädel aus der „RV-Sammlung“, beschriftet mit „R.V.“ und Nummer

Rudolf Virchow gilt als bedeutender Grundlagenforscher der Anthropologie. Forschungen zur biologischen Anthropologie und zugehöriger Verfahren der Anthropometrie, zu Ethnologie, zur Landes- und Frühgeschichte sowie zur Archäologie wurden in der zweiten Lebenshälfte seine bevorzugten Arbeitsschwerpunkte.

#### Berliner Gesellschaft für Anthropologie, Ethnologie und Urgeschichte
Virchow gründete zusammen mit Adolf Bastian und Robert Hartmann im November 1869 die Berliner Anthropologische Gesellschaft, aus der die Berliner Gesellschaft für Anthropologie, Ethnologie und Urgeschichte (BGAEU) hervorgegangen ist. Virchow wurde zum Vorsitzenden der Gesellschaft gewählt und blieb dies bis zu seinem Lebensende. Als nationaler Dachverband wurde 1870 die Deutsche Gesellschaft für Anthropologie, Ethnologie und Urgeschichte gegründet.
Zu Virchows 60. Geburtstag im Jahr 1881 wurde die Rudolf-Virchow-Stiftung der Berliner Gesellschaft für Anthropologie, Ethnologie und Urgeschichte gegründet. Sie ermöglichte den Kauf anthropologischer und prähistorischer Sammlungsstücke und trug finanziell zu Forschungsreisen und Ausgrabungen bei. Virchow war bis 1902 Vorstand der Stiftung. Zudem gab er seit 1869 die Zeitschrift für Ethnologie heraus.

#### Biologische Anthropologie und Anthropometrie
Einen Schwerpunkt seiner anthropologischen Forschungen und Veröffentlichungen in der Zeitschrift für Ethnologie legte Virchow seit Ende der 1870er Jahre auf die biologische Anthropologie. Mit Hilfe der Anthropometrie stellte er umfassende vergleichende Studien menschlicher Schädel und Skelette an. Ab 1875 vermaß er Teilnehmer der Völkerschauen und arbeitete zu diesem Zweck mit dem Veranstalter Carl Hagenbeck zusammen (siehe unten).
Virchow regte in den 1880er Jahren eine anthropologische Untersuchung der deutschen Schulkinder an. Mit Zustimmung aller Bundesstaaten außer Hamburg wurden Haar-, Haut- und Augenfarbe von 6.760.000 Schulkindern erhoben sowie die Schädelform bestimmt. Für die jüdischen Schüler wurden eigene Listen geführt. Die Ergebnisse wurden 1886 veröffentlicht: Danach gab es im Deutschen Reich 31,8 % Blonde, 14,05 % Brünette und 54,15 % Mischtypen. Für die ca. 75.000 jüdischen Kinder wurden 11 % Blonde, 42 % Schwarzhaarige und 47 % Mischtypen gezählt. Virchows Erwartung hatte sich bestätigt: Es gab gar keine reinen Rassen in Deutschland.

#### Rudolf-Virchow-Sammlung
Als Rudolf-Virchow-Sammlung oder kurz „RV-Sammlung“ (alle Sammlungsstücke wurden mit „R.V.“ beschriftet) wird Virchows Sammlung von Schädeln und Skelettbestandteilen bezeichnet, die er ab etwa 1870 im Pathologischen Institut der Berliner Charité und später im Museum für Völkerkunde zusammentrug. Die Zahl der Objekte der Sammlung wird zwischen etwa 3500 und 4500 angegeben.
Die Sammlung wurde zu „Virchows Lieblingskind“. Virchow betrieb einen regen Austausch zu anderen Wissenschaftlern und ließ sich sowohl von reisenden Kollegen als auch von Kolonialbeamten oder Agenten der Völkerschauen Skelette und insbesondere Schädel aus verschiedenen Teilen der Welt nach Berlin bringen. Nach Virchows Tod wurde die Sammlung der Berliner Gesellschaft für Anthropologie, Ethnologie und Urgeschichte (BGAEU) übertragen. Die BGAEU hat seit den 2010er Jahren Projekte zur Provenienzforschung und zur Restituierung einzelner Objekte der Sammlung angestoßen.

#### Beteiligung an Hagenbecks Völkerschauen

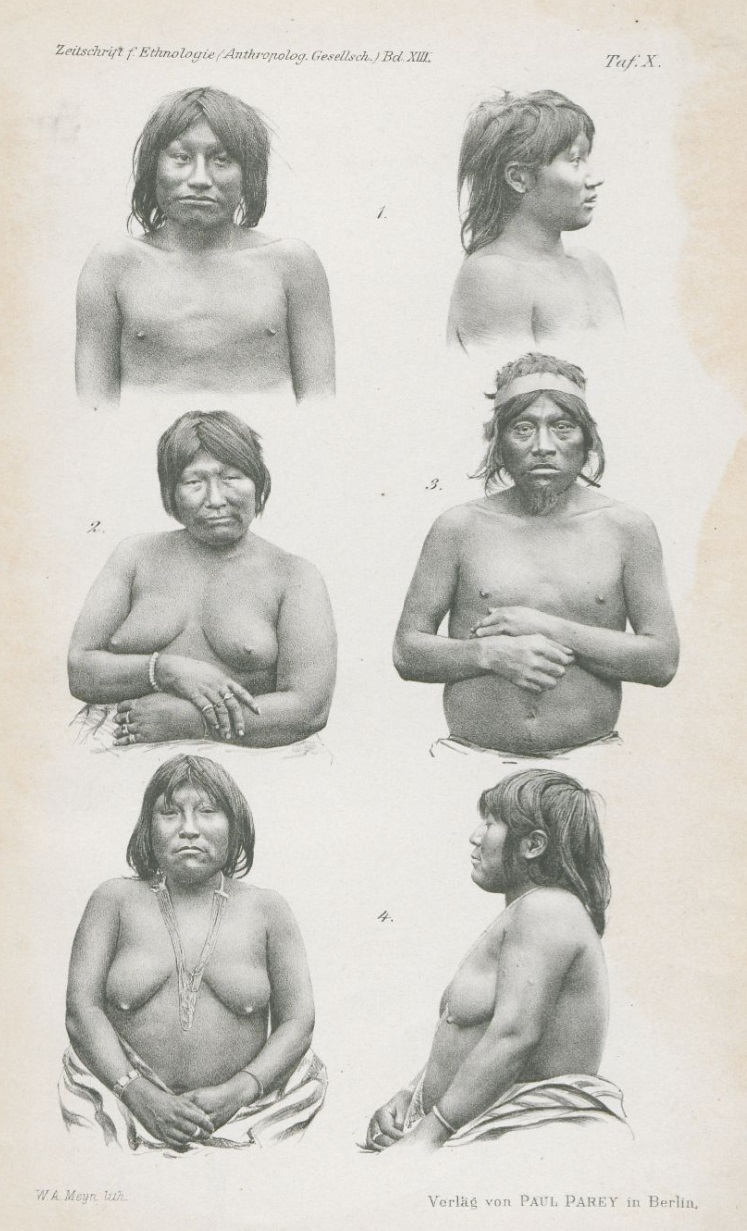
Abbildung aus Virchows Aufsatz über die „Feuerländer“ in der Zeitschrift für Ethnologie von 1881

Virchow arbeitete eng mit Carl Hagenbeck zusammen, dessen seit 1875 mit großem Publikumserfolg veranstaltete Völkerschauen häufig im Zoologischen Garten Berlin Station machten. Virchow gilt als „die ausschlaggebende Kontaktperson zu Hagenbeck“, er machte Hagenbeck zum Ehrenmitglied der Berliner Gesellschaft für Anthropologie, Ethnologie und Urgeschichte. Beide profitierten gegenseitig von dieser Zusammenarbeit, denn Hagenbecks Völkerschauen erhielten einen wissenschaftlichen Anstrich und wurden deshalb von der Vergnügungssteuer befreit, während Virchow auch durch die Zusammenarbeit mit Hagenbecks Agenten Johan Adrian Jacobsen direkten Einfluss auf die Anwerbung von Völkerschau-Gruppen nehmen konnte. 1879 erreichte Virchow, dass Otto von Bismarck der chilenischen Regierung mitteilte, „daß den auf Vorführung von Rassentypen gerichteten Hagenbeck’schen Unternehmungen Seitens der deutschen Gelehrten ein hoher Werth beigemessen wird“.
Virchow nahm mehrmals Vermessungen an Völkerschau-Teilnehmern vor, etwa 1875 bei der Völkerschau der „Lappländer“, 1878 bei der Völkerschau der Nubier, 1880 bei der Völkerschau der „Eskimos“, 1881 bei der Völkerschau der „Feuerländer“ oder 1885 an den „Negern von Dafur“, und ließ sie im Saal des Berliner Zoos auf vielbesuchten Versammlungen der Berliner Gesellschaft für Anthropologie auf dem Podium zur Schau stellen. Nachdem alle acht Inuit der Völkerschau im Winter 1880/81 an Pocken verstorben waren, veranlasste Virchow die Exhumierung der in Krefeld bestatteten vierjährigen Tochter von Abraham Ulrikab, über deren Schädel er 1892 einen Aufsatz veröffentlichte. Mit dem Tod Virchows 1902 erlosch das wissenschaftliche Interesse an den Völkerschauen im Deutschen Reich.

#### Landesgeschichte, Frühgeschichte und Archäologie
Rudolf Virchow befasste sich seit etwa 1843 recht intensiv mit der älteren Geschichte seiner Geburtsstadt Schivelbein, insbesondere auch mit der Geschichte der Kartause Schivelbein.
Als forschender Prähistoriker betätigte sich Virchow ab Juni 1865, als er prähistorische Gegenstände eines Pfahlbaus an der Plöne bei Lübtow auf ihr Alter untersuchte. Um 1868 befasste er sich mit Begräbnisstätten aus vorchristlicher Zeit, die in der Umgebung der Ortschaften Storkow, Mulkenthin und Groß Wachlin nördlich von Stargard in Hinterpommern gefunden worden waren. 1870 erkundete er einen Nebenarm der Balver Höhle im Sauerland. Die Balver Höhle ist ein wichtiger Fundplatz der Mittleren Altsteinzeit. Virchow unterschied als Erster zwischen slawischer Keramik (Burgwalltyp) und bronzezeitlicher Keramik (Lausitzer Typ) und förderte so die Burgwallforschung. Ab 1873 beschäftigte er sich zunehmend mit prähistorischen Studien und besuchte in ganz Europa entsprechende Orte, Museen und Sammlungen. 1874 schrieb er, dass die Prähistorie kein Fach sei und wahrscheinlich auch keines werde.
Virchow lehnte die Evolutionstheorie Charles Darwins ab. Ein Irrtum, bei dem der Paläopathologe Virchow bis zu seinem Tod blieb, war seine Fehlinterpretation des Neandertaler-Skeletts von Homo neanderthalensis. Er sprach am 27. April 1872 vor der Gesellschaft für Anthropologie über seine Untersuchung des Neanderthal-Schädels und hielt den 1856 von Fuhlrott gesicherten Fund Neandertal 1 aus der Kleinen Feldhofer Grotte im Neandertal für ein durch Rachitis pathologisch verändertes Exemplar eines rezenten Homo sapiens. Zwar waren einige von Virchow beschriebene Pathologien tatsächlich vorhanden; mit der Meinung, dass es sich um einen Vertreter von Homo sapiens handelte, lag Virchow jedoch falsch (wie Otto Walkhoff 1903 radiologisch zeigen konnte).
Virchow war Freund und Förderer von Heinrich Schliemann und Franz Boas. Virchow nahm im Jahr 1879 persönlich an einer Troja-Ausgrabung teil. Auf seine Vermittlung hin überließ Heinrich Schliemann seine trojanische Sammlung, den Schatz des Priamos, der Stadt Berlin, wo er – statt wie ursprünglich geplant nach London – ins Berliner Ethnologische Museum gelangte.

#### Museen
Virchow war an der Gründung mehrerer Berliner Museen beteiligt, unter anderem des Märkischen Provinzialmuseums (heute Märkisches Museum) und des im Dezember 1886 eröffneten Museums für Völkerkunde (heute Ethnologisches Museum). 1889 wurde das seit 1874 von Virchow und seinen Freunden aufgebaute „Museum für deutsche Volkstrachten und Erzeugnisse des Hausgewerbes“ in der Berliner Klosterstraße 36 eröffnet (später Staatliches Museum für Deutsche Volkskunde, 1999 aufgegangen im Museum Europäischer Kulturen).

## Ehe und Kinder

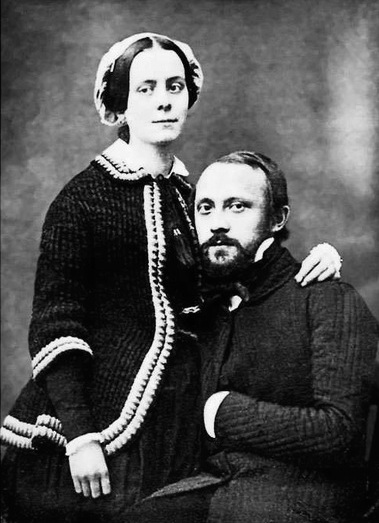
Rose und Rudolf Virchow, 1851

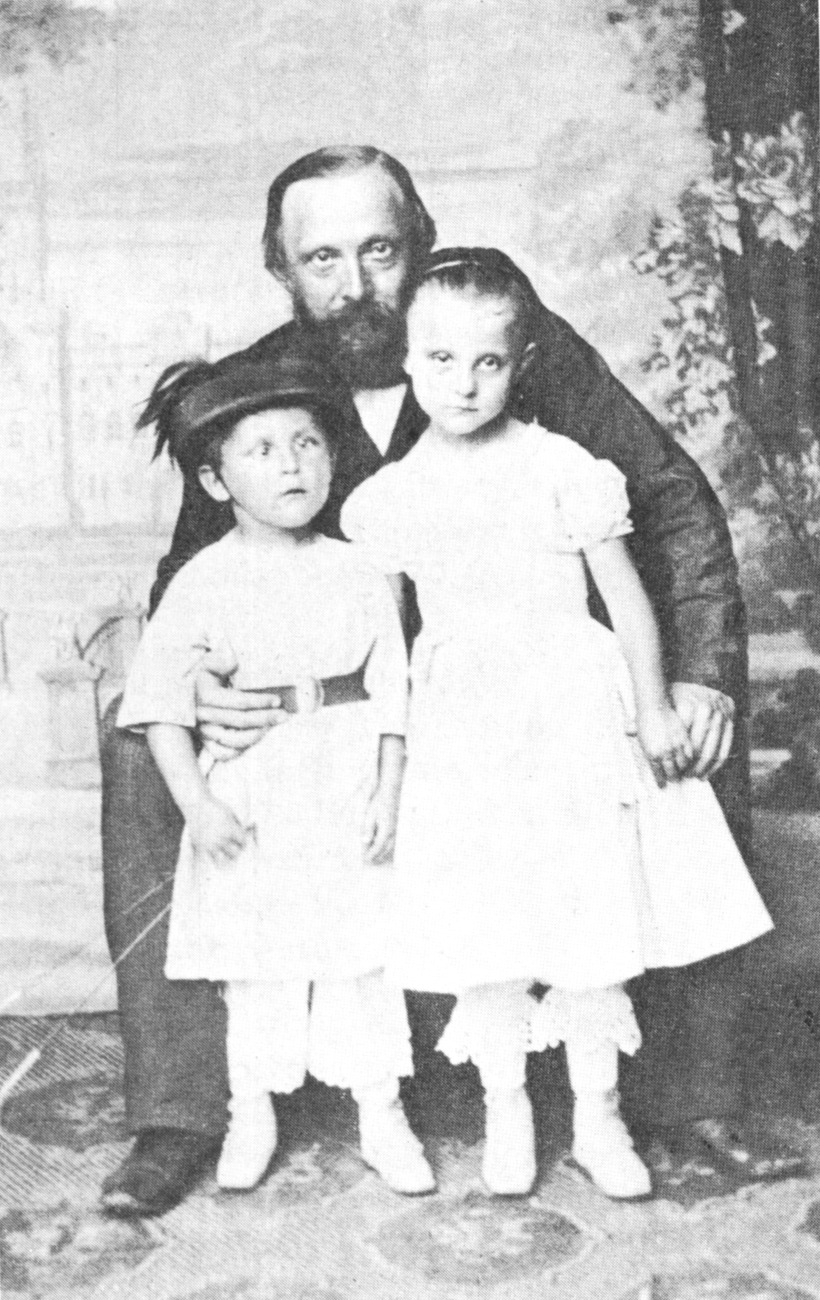
Virchow mit seinen Kindern Ernst und Adele (um 1860)

Am 14. August 1850 heiratete Virchow in der St.-Petri-Kirche zu Berlin die 18-jährige Ferdinande Amalie Rosalie Mayer (* 29. Februar 1832; † 21. Februar 1913). Sie wurde „Rose“ genannt, Virchow nannte sie „Röschen“.
Rose Mayers Vater war der Gynäkologe Karl Wilhelm Mayer, der 1844 die Gesellschaft für Geburtshilfe in Berlin gegründet hatte. Virchow hatte ihn in Berlin häufig besucht und mit ihm über die Märzrevolution diskutiert. Dabei lernte er die Tochter Rose kennen. Vor seinem Umzug nach Würzburg im November 1849 verlobte er sich mit ihr. Auf Wunsch des Brautvaters hielten die Verlobten bis zur Hochzeit eine halbjährige Bewährungszeit ein. Nach der Heirat zog Rose Virchow zu ihrem Mann nach Würzburg. Die Hochzeitsreise ging ins Berner Oberland, ins Gebiet von Eiger, Mönch und Jungfrau, wo Virchow Bergwanderungen unternehmen wollte. Die zierliche Rose durfte bei langen Bergwanderungen auf einem Pferd reiten.
Rose Virchow war nach der Heirat nicht glücklich, da der ehrgeizige und selbstbewusste Virchow sich vorrangig seiner Forschung und seinen vielfältigen Interessen widmete. In Würzburg litt sie auch daran, dass die Stadt ihr fremd war und sie ihre Kontakte in Berlin verloren hatte. Sie neigte zu einer traurigen Stimmung, weinte oft und kränkelte. Zudem wurde sie von ihrem Schwiegervater abgelehnt, der ihr das in Briefen schriftlich mitteilte. Virchow versuchte zwischen beiden zu vermitteln und stellte sich dabei nicht eindeutig auf die Seite seiner Frau. Die Stimmung wurde besser, als sich der Kindersegen einstellte. Rose Virchow war nun weniger einsam, und ihr Schwiegervater verhielt sich freundlicher.
Aus der Ehe von Rose und Rudolf Virchow gingen sechs Kinder hervor. Die ersten drei Kinder wurden in Würzburg geboren, die jüngeren drei in Berlin.
- Carl (1851–1912)
- Hans (1852–1940), Anatom
- Adele (1855–1941), verheiratete Henning
- Ernst (1858–1942), Hofgärtner am Schloss Wilhelmshöhe, verheiratet mit Sophie Niepraschk (1865–1941)
- Marie (1866–1952), 1891 verheiratet mit dem Anatomen Carl Rabl. Sie sorgte dafür,[147] dass Briefe Rudolf Virchows an seine Eltern im Jahr 1906 publiziert werden konnten.[148]
- Hanna (1873–1963)[149]

Während ihrer Ehe schrieben Rudolf und Rose Virchow einander zahlreiche Briefe. Von diesen sind nur die Briefe Virchows erhalten, sie füllen zwei dicke Bände der Gesamtausgabe seiner Werke. Die Briefe seiner Frau sind verschollen.
Der Pathologe Carl Ruge war ein Neffe von Rose Virchow.

## Auszeichnungen

### Orden und Medaillen
- 1872: Olga-Orden[151]
- 1888: Roter Adlerorden II. Klasse mit Stern und Eichenlaub[61]
- 1894: Copley-Medaille der Royal Society[61]
- 1898: Helmholtz-Medaille der Königlich-Preußischen Akademie der Wissenschaften[61]
- 1901: Pour le Mérite[152]
- 1901: Cothenius-Medaille der Leopoldina[153]

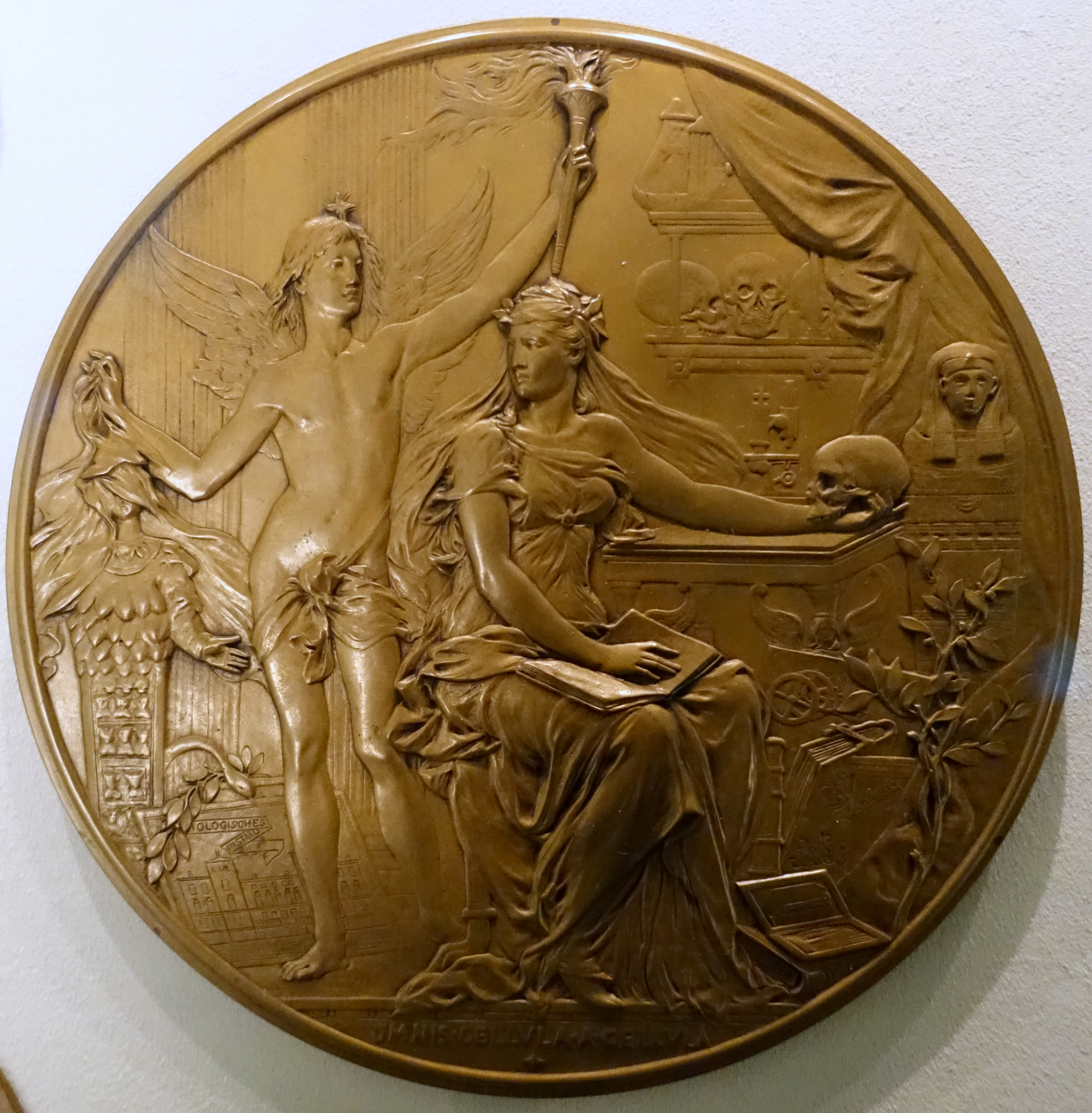
Rückseite der Ehrenmedaille zu Virchows 70. Geburtstag

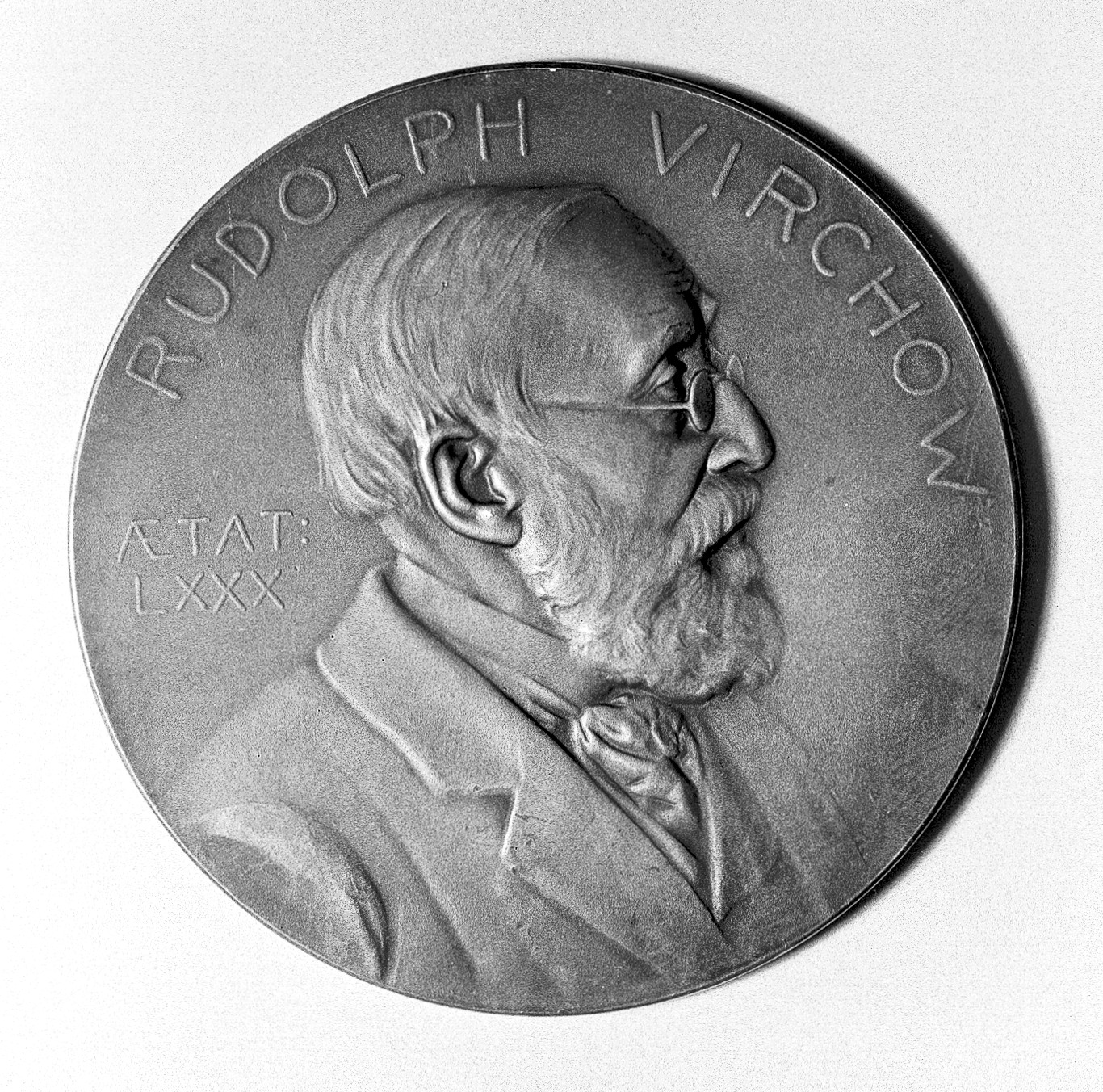
Vorderseite der Ehrenmedaille zu Virchows 80. Geburtstag

1891 wurde zum 70. Geburtstag Virchows eigens eine Bronzemedaille geprägt, die von Anton Scharff und Karl Waschmann geschaffen wurde. Die Vorderseite zeigt Virchow im Profil mit Blick nach rechts, dazu die lateinischen Texte RVDOLPHVS VIRCHOW POMERANVS CIVIS BEROLINENSIS („Rudolf Virchow aus Pommern, Bürger von Berlin“) und ÆTAT: LXX („im Alter von 70“). Auf der Rückseite wird allegorisch dargestellt, wie der Genius der Forschung die Wissenschaft erhellt; darunter als Text das von Virchow formulierte Gesetz OMNIS CELVLLA A CELLVLA („Jede Zelle [entsteht] aus einer Zelle“).
Zu Virchows 80. Geburtstag wurde wiederum eine Ehrenmedaille geschaffen, diesmal auf der Vorderseite mit den Angaben RUDOLPH VIRCHOW und ÆTAT: LXXX („im Alter von 80“), womit der Anlass benannt und eine Datierung gegeben wird.

### Ehrenbürger
Zu seinem 70. Geburtstag am 13. Oktober 1891 wurde Virchow die Ehrenbürgerschaft Berlins verliehen. Er wurde der 43. Ehrenbürger Berlins.

### Mitgliedschaften in Akademien und Vereinen
- Preußische Akademie der Wissenschaften
- Königlich Niederländische Akademie der Wissenschaften (1860)
- Königlich Schwedische Akademie der Wissenschaften
- Leopoldina (1852)[156]
- Académie des sciences (1859 korrespondierendes Mitglied, 1897 auswärtiges Mitglied)[157]
- Royal Society of Edinburgh (1868)[158]
- American Academy of Arts and Sciences (1874)
- Russische Akademie der Wissenschaften (1881)
- National Academy of Sciences (1883)[159]
- Bayerische Akademie der Wissenschaften (1888)
- Ungarische Akademie der Wissenschaften
- Royal Society (1884)
- Académie royale des Sciences, des Lettres et des Beaux-Arts de Belgique (1884), assoziiertes Mitglied[160]
- Ehrenmitglied des Physikalischen Vereins
- Ehrenmitglied der Freien Wissenschaftlichen Vereinigung (1887)
- Ehrenmitglied im Vogtländischen Altertumsforschenden Verein zu Hohenleuben
- Ehrenmitglied der Berliner Charité (1. Juni 1899)[161]

## Postume Ehrungen

### Denkmäler

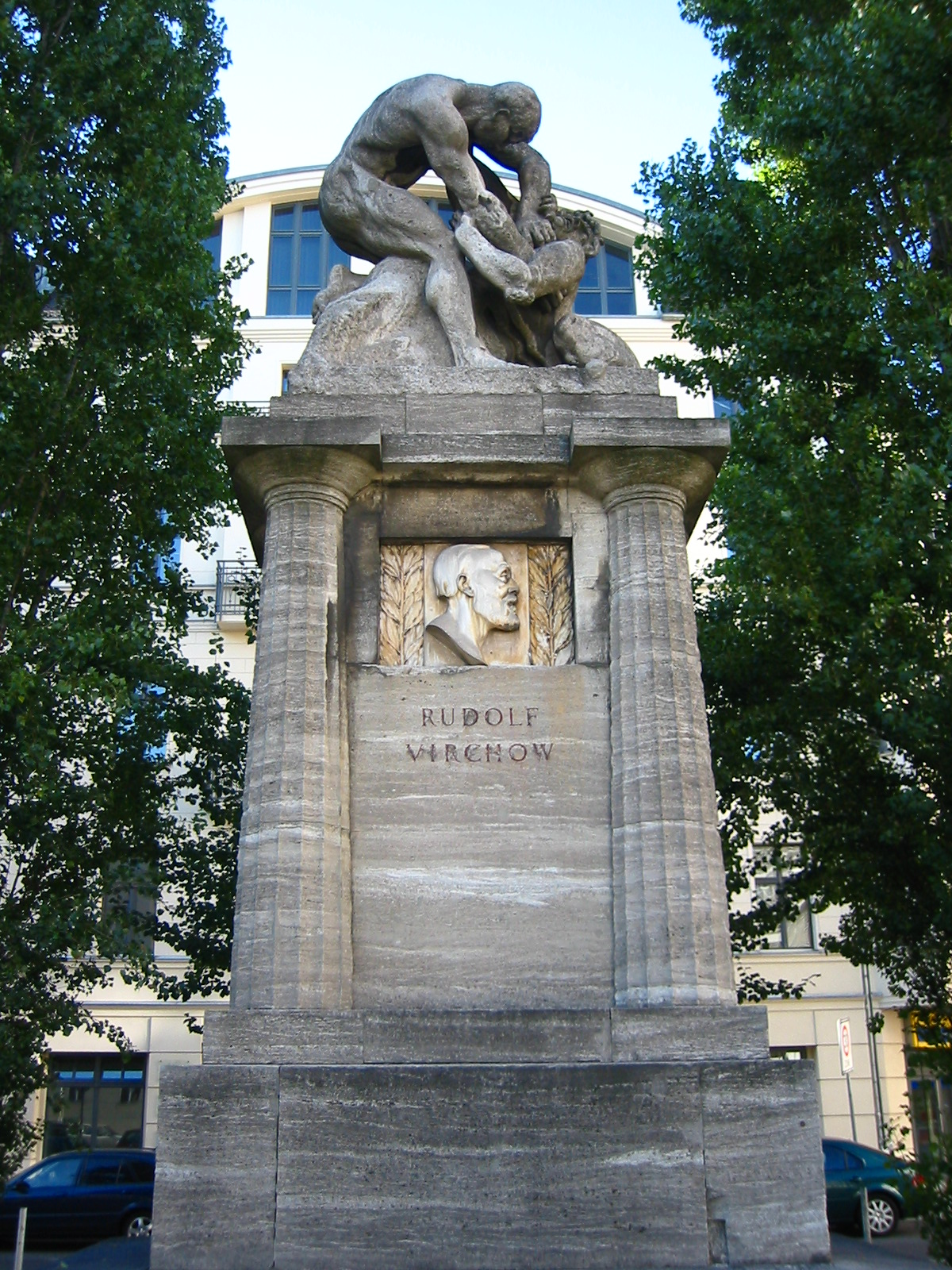
Denkmal von Fritz Klimsch nahe der Charité (1910)

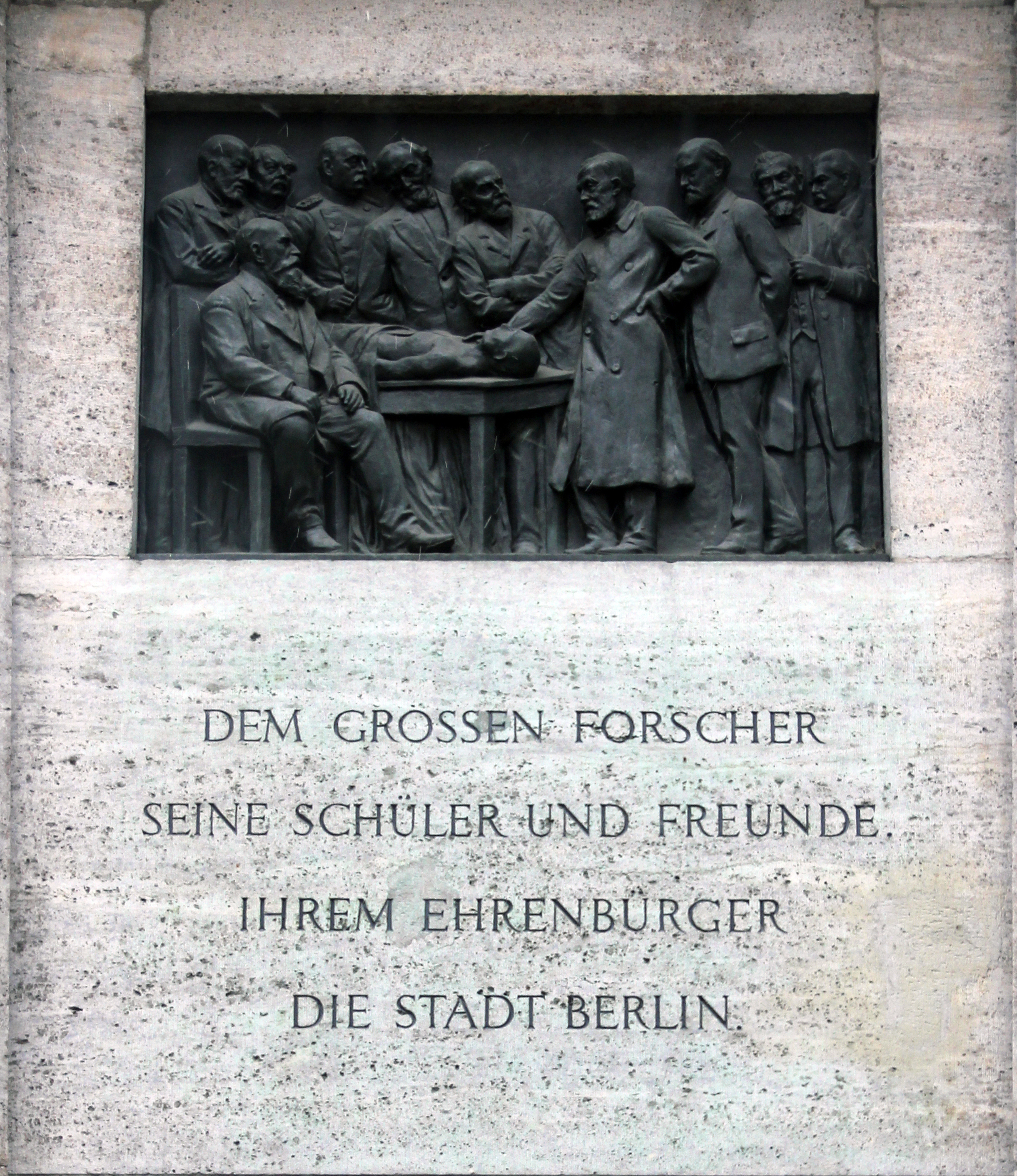
Widmung am Virchow-Denkmal

Der Bildhauer Fritz Klimsch schuf 1906–1910 das Virchow-Denkmal vor der Charité auf dem Karlplatz in Berlin-Mitte. Laut der auf der Rückseite eingemeißelten Inschrift stifteten Virchows Schüler und Freunde das Denkmal gemeinsam mit der Stadt Berlin.
Eine Bronzebüste steht vor dem Pathologischen Institut der Charité. Sie ist eine Kopie der Marmorbüste im Dekanat, die 1882 von Bernhard Afinger gefertigt wurde. Eine weitere Büste steht im Eingangsbereich des Museums Europäischer Kulturen.

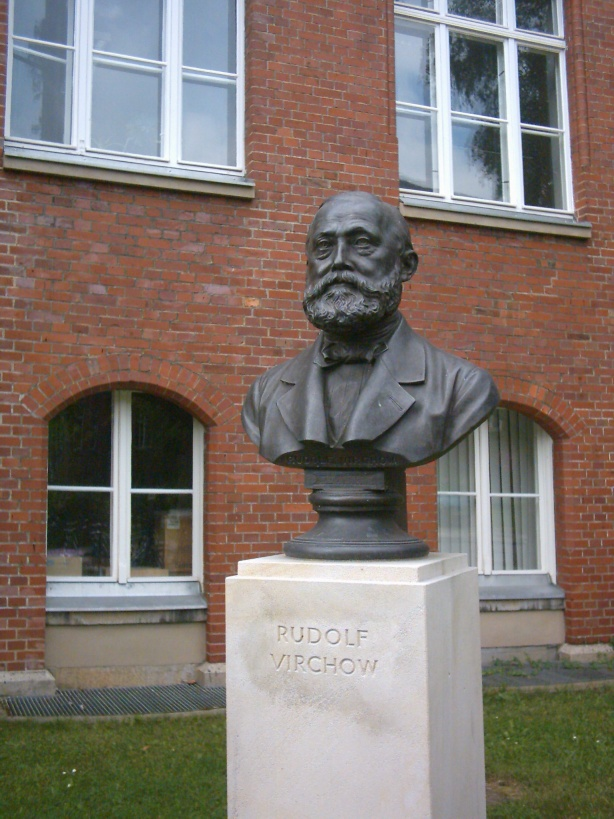
Bronzebüste vor dem Pathologischen Institut der Charité
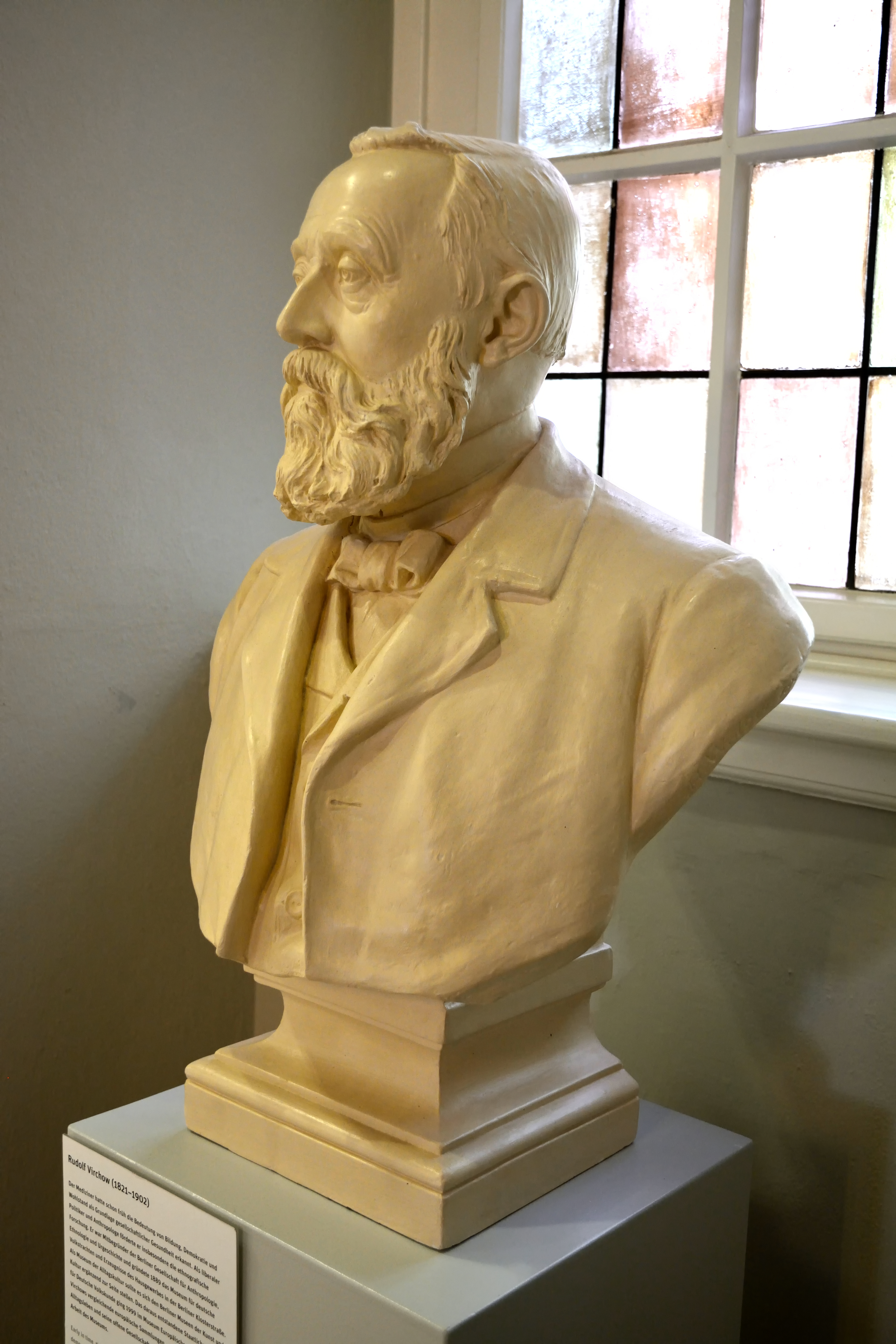
Büste im Eingangsbereich des Museums Europäischer Kulturen

Der Potsdamer Bildhauer Marcus Golter schuf im Jahr 2005 anlässlich der Restaurierung des Langenbeck-Virchow-Hauses in Berlin plastische Porträts von Virchow und Langenbeck. Die beiden Köpfe der Namensgeber sind an der Hausfassade oberhalb des ersten Stocks angebracht, auf derselben Höhe wie die Beschriftung Langenbeck-Virchow-Haus.
Ein älteres plastisches Porträt Virchows befindet sich an der Fassade des Pathologischen Instituts der Ludwig-Maximilians-Universität München.

### Gedenktafeln
An Virchows Wohnhaus Schellingstraße 10 in Berlin-Tiergarten ließ der Magistrat von Berlin am 3. April 1903 eine Gedenktafel anbringen. Sie ist seit 1941/42 verschollen. Daran erinnert eine neue Gedenktafel am Theaterufer aus dem Jahr 2021. Die neue Gedenktafel weist darauf hin, dass der Verlauf der Schellingstraße nicht dem damaligen entspricht. Am Standort von Virchows ehemaligem Wohn- und Sterbehaus befindet sich heute die Einfahrt zum Tiergartentunnel am Reichpietschufer.
Eine Berliner Gedenktafel am Augustenburger Platz 1 in Berlin-Wedding, dem Standort des Rudolf-Virchow-Krankenhauses, fasst die Bedeutung Virchows als Arzt und Politiker zusammen, darunter seine Mitwirkung am Ausbau des Gesundheits- und Hygienewesens in Berlin.

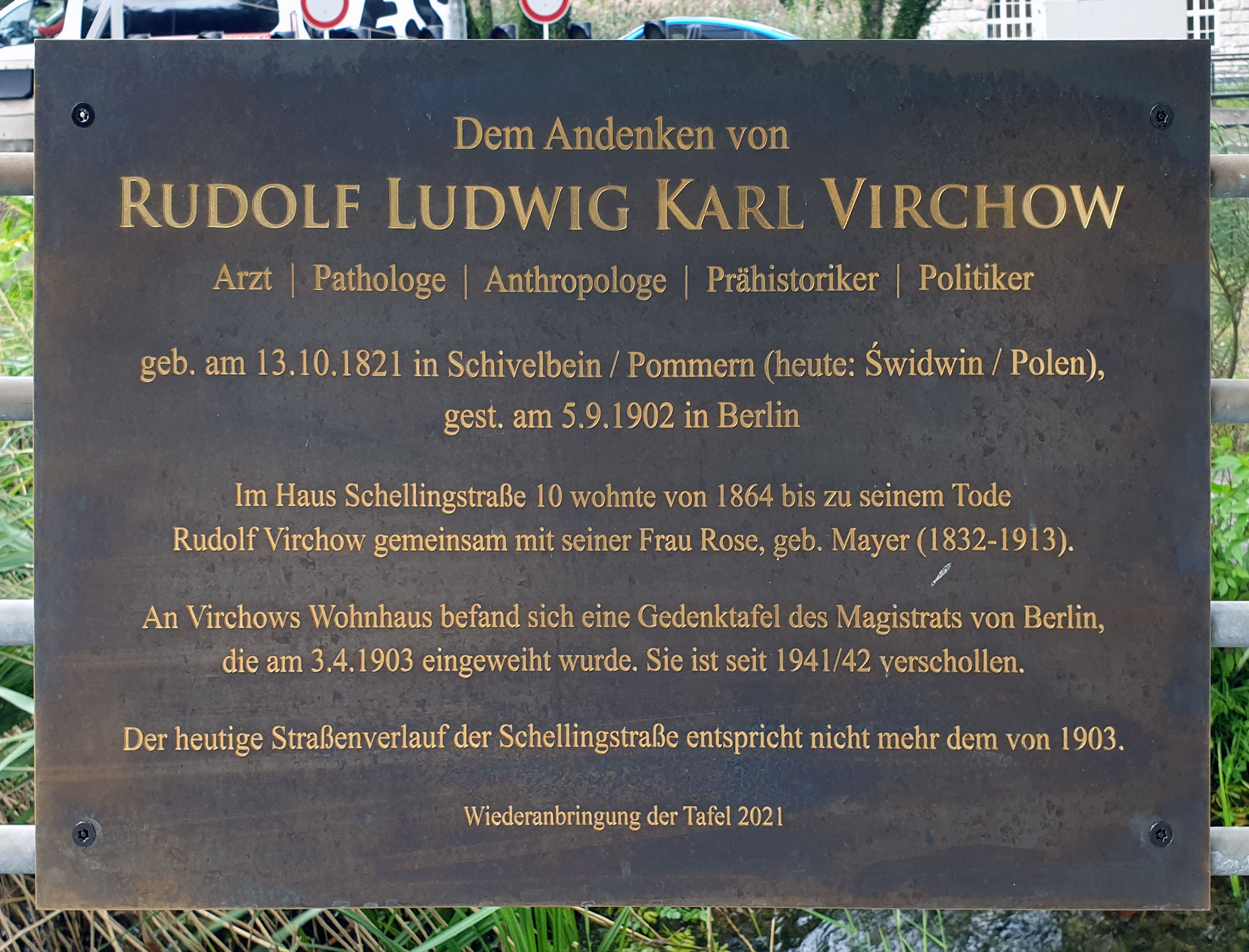
Gedenktafel am Theaterufer in Berlin-Tiergarten
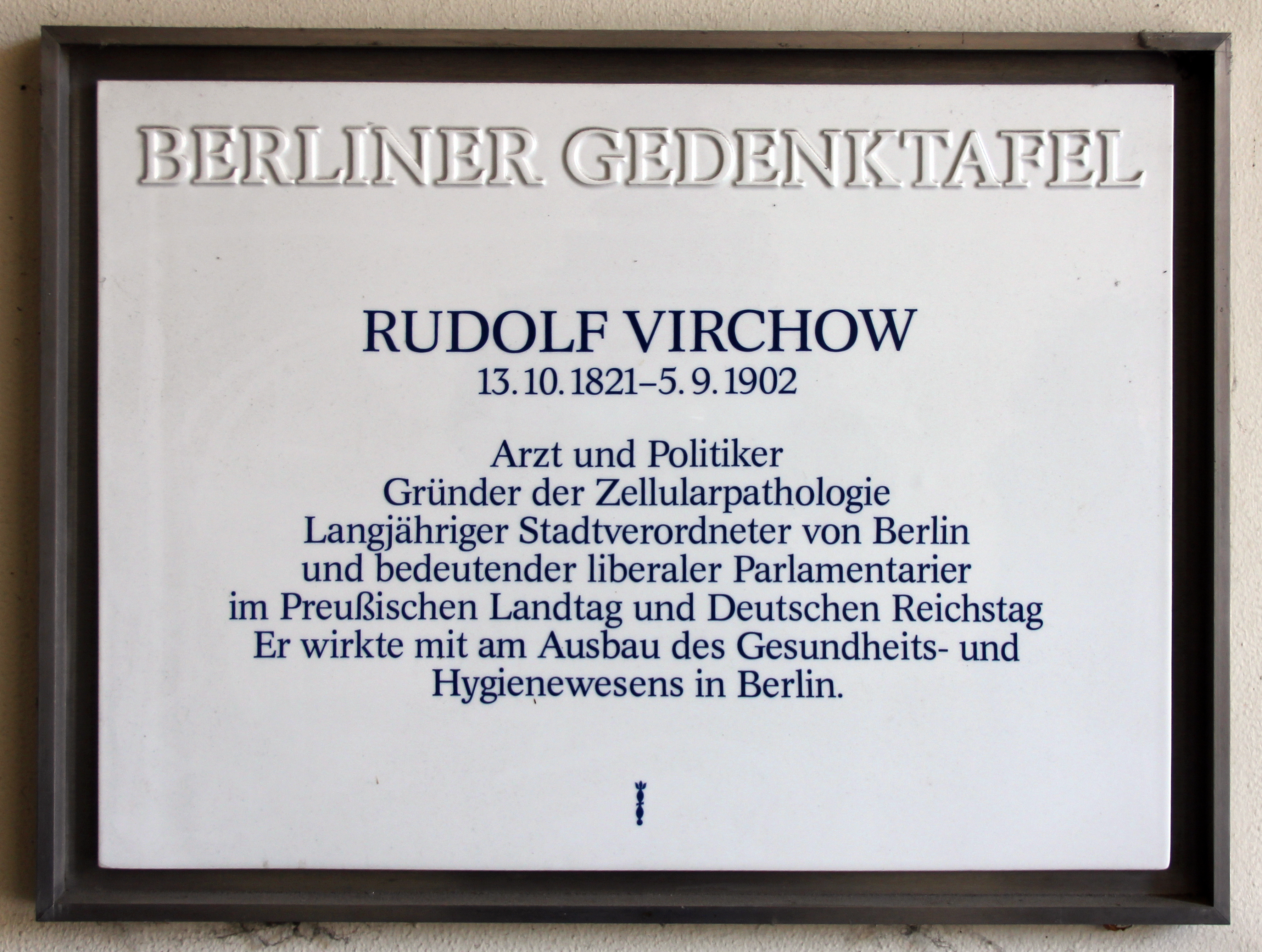
Berliner Gedenktafel am Rudolf-Virchow-Krankenhaus

### Gedenkstein

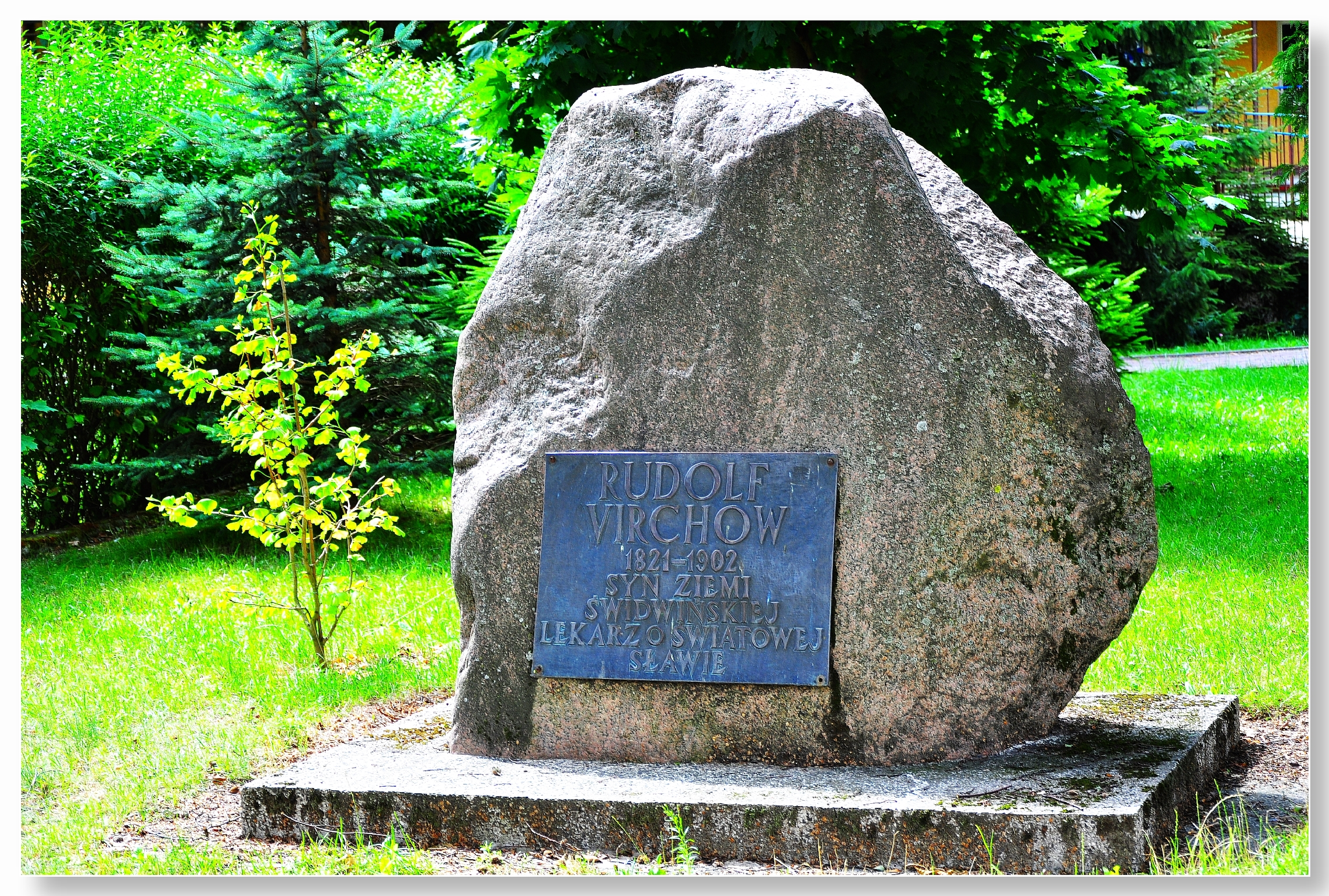
Erinnerungsstein für Rudolf Virchow in Schivelbein, jetzt Świdwin, Polen

In Virchows Heimatstadt Schivelbein wurde am 25. September 2013 auf einem Platz im Zentrum ein Gedenkstein gesetzt und der Platz nach ihm benannt. Davor war der Gedenkstein an der Drawskaer Straße aufgestellt.

### Virchow als Namensgeber
Nach Virchow wurden benannt, in den meisten Fällen nach seinem Tod:
 Institutionen und Gebäude
- die 1881 gegründete Rudolf-Virchow-Stiftung der Berliner Gesellschaft für Anthropologie, Ethnologie und Urgeschichte[61]
- das 1906 eröffnete Rudolf-Virchow-Krankenhaus in Berlin. Die Namensgebung wurde schon 1901 zu Virchows 80. Geburtstag beschlossen. Das Krankenhaus gehört seit 1995 zur Humboldt-Universität zu Berlin und bildet seit 1998 den Campus Virchow-Klinikum (CVK) der Charité.
- das 1906 fertiggestellte Rudolf-Virchow-Haus (erst später so genannt), das Hauptgebäude des Pathologischen Instituts der Charité. Virchow hatte den Neubau noch selbst initiiert.[168]
- das 1914/15 erbaute Langenbeck-Virchow-Haus, benannt nach Bernhard von Langenbeck und Rudolf Virchow
- die Rudolf Virchow Medical Society in the City of New York, kurz Rudolf Virchow Medical Society, so genannt seit 1939 (gegründet 1860 als Deutscher Medizinischer Leseverein von New York, 1888–1939 German Medical Society in the City of New York).[169] Die Gesellschaft existierte bis ins 21. Jahrhundert.[170]
- der 1949 gegründete NAV-Virchow-Bund, ein Berufsverband der niedergelassenen Ärzte, 2022 umbenannt in Virchowbund
- das Rudolf-Virchow-Kinderkrankenhaus in Berlin, so genannt 1963 bis 1995
- das Rudolf-Virchow-Klinikum Glauchau, das den Namenszusatz „Rudolf Virchow“ im Jahr 1989 erhielt
- das seit 2002 bestehende Rudolf-Virchow-Zentrum, ein Forschungszentrum für experimentelle Biomedizin an der Universität Würzburg
- die 2021 gegründete Virchow Foundation für globale Gesundheit[171]

 Auszeichnungen
- die Rudolf-Virchow-Medaille der Deutschen Gesellschaft für Pathologie (seit 1981)
- der Rudolf-Virchow-Förderpreis der Berliner Gesellschaft für Anthropologie, Ethnologie und Urgeschichte (seit 2000)
- der Virchow-Preis für globale Gesundheit (seit 2022) der Virchow Foundation for Global Health[172]
- der Rudolf-Virchow-Preis der ehemaligen Deutschen Demokratischen Republik (1960–1989)
- die Rudolf-Virchow-Vorlesung, eine bedeutende Auszeichnung für Urgeschichtler (1987–2016)
- die Rudolf-Virchow-Medaille der Medizinischen Fakultät der Universität Würzburg (1997–2014), verliehen im Rahmen der Rudolf Virchow Lecture (Rudolf-Virchow-Vorlesung)[173]
- der Virchow-Preis des Aktionsbündnisses Thrombose[174]

Anatomie und Medizin
- der Virchow-Lymphknoten
- der Virchow-Robin-Raum, siehe Subarachnoidalraum
- die Virchow-Trias, drei Ursachen der Thrombose

 Sonstiges
- 1852: die Pflanzengattung Virchowia Schenk aus der Familie der Braunwurzgewächse[175]
- 1893: die Pflanzengattung Virchowia Vatke ex K. Schum. aus der Familie der Hundsgiftgewächse[175]
- 1902: die Virchow-Quelle, eine Salzquelle in Kiedrich im Rheingau[176]
- 1903: neuer Name Virchows Archiv für eine von Virchow mitbegründete, bis heute erscheinende Zeitschrift für Pathologie
- 1904: das Fahrgastschiff Professor Rud. Virchow[177]
- 1905:[178] die anthropologische Rudolf-Virchow-Sammlung der Berliner Gesellschaft für Anthropologie, Ethnologie und Urgeschichte,[121] eine Sammlung hauptsächlich von Schädeln
- 1960: der Virchow Hill, ein Hügel auf der Brabant-Insel in der Antarktis
- 1979: der Mondkrater Virchow
- 2000: der Asteroid (13084) Virchow[179]
- 2009: das neue Virchow-Viertel der Stadt Stadtbergen

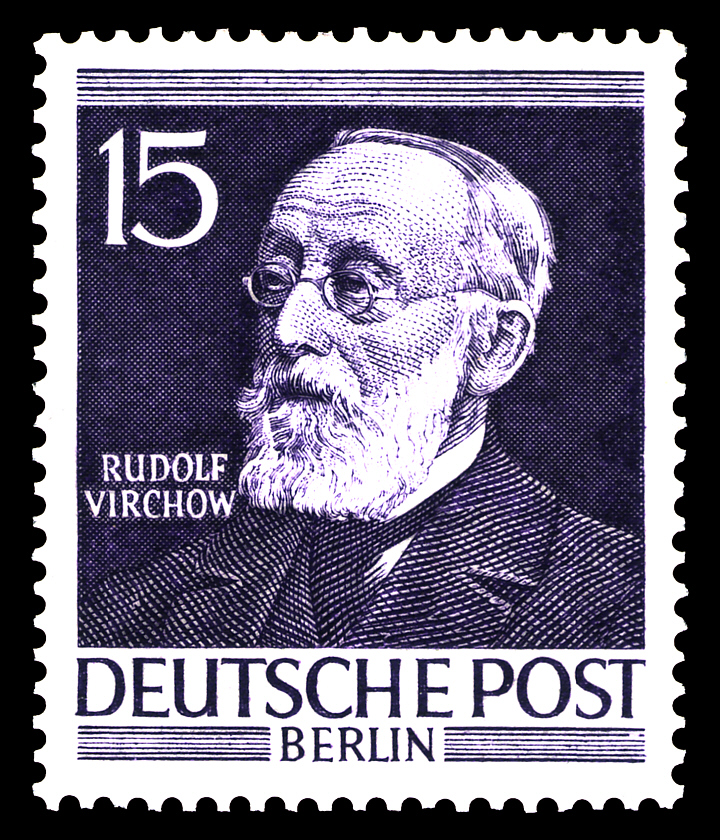
Briefmarke von 1952 (Ausgabetag 24. Januar 1953) aus der Serie Männer aus der Geschichte Berlins

- zahlreiche Straßen in Deutschland

### Briefmarken
Mehrere Briefmarken mit Virchows Konterfei wurden herausgegeben.

### Medaillen
Anlässlich seines 150. Geburtstags erfolgte 1976 eine Medaillenprägung.

## Aspekte der Rezeption
Rudolf Virchow wurde von seinen akademischen Zeitgenossen verehrt. Manche bezeichneten ihn als „Rieseningenium“, „Fürst im Reich der Gelehrten“ oder „Weltmeister“.
Eine hervorragende Quelle zu Virchows Zeit in Würzburg ist sein damaliger Student und Assistent Ernst Haeckel, der Virchow und seine Tätigkeit in zahlreichen Briefen an seine Eltern beschrieb. Beispielsweise schrieb er in einem Brief vom 6. November 1853 über Virchows Persönlichkeit: „Überall tritt in seinem ganzen Wort und Werk Dir der absolute Verstandesmensch mit klarer und schneidender Schärfe entgegen; tiefe Verachtung und höchst feinwitzige Verspottung Andersdenkender, religiöser Rationalismus […], dabei außerordentliche Festigkeit des Charakters.“
Den Nationalsozialisten war Rudolf Virchow verhasst, weil seine Forschungsergebnisse im Widerspruch zu ihrer Rassenideologie standen. In dem propagandistischen Spielfilm Robert Koch, der Bekämpfer des Todes von 1939, in dem Rudolf Virchow von Werner Krauß gespielt wird, wurde Virchow gründlich diffamiert, ebenso im Bismarck-Spielfilm des Jahres 1940.
Der Medizin- und Wissenschaftshistoriker Christian Andree gilt als der beste Kenner Virchows. Er gibt die Virchow-Gesamtausgabe heraus, deren erste Bände im Jahr 1992 erschienen. Ein Zitat von ihm lautet: „Virchow hat vorgelebt, dass, um den Menschen zu erkennen, man den geistes- wie den naturwissenschaftlichen Weg einschlagen muss.“
Weniger bekannt als die großen Verdienste Virchows ist die Tatsache, dass er auch irrige Ansichten vertrat. Dabei wird vor allem kritisiert, dass er unfähig war, seine Irrtümer zu korrigieren. Ronald D. Gerste schrieb, dass bei Virchow „Genius und Starrsinn eng beieinander lagen“. Auf der Website des Instituts für Pathologie der Universität Würzburg heißt es dazu: „Virchows ungeheures Selbstvertrauen, mit dem er seine Anschauungen unbeirrt zu vertreten und durchzusetzen pflegte, grenzte an den Glauben der eigenen Unfehlbarkeit, weswegen er auch an seinen nicht eben seltenen Fehleinschätzungen trotz wachsender, gegenteiliger Evidenz unbelehrbar jahrzehntelang festhielt.“
In der ersten Staffel der 2017 ausgestrahlten Fernsehserie Charité nimmt Virchow, verkörpert von Ernst Stötzner, eine wichtige Rolle ein.

## Schriften (Auswahl)
Siehe auch Virchow-Gesamtausgabe
- De rheumate praesertim corneae. Medizinische Dissertation, Berlin 1843 (PDF; 4,6 MB; hier verfügbar).
- Weißes Blut. In: (Frorieps) Neue Notizen aus dem Gebiete der Natur- und Heilkunde. Band 36 (Landes-Industrie-Comptoir, Weimar), 1845, Sp. 145–160, hier: S. 151–156.
- Über die Verstopfung der Lungenarterie. In: Frorieps Neue Notizen. Nr. 794, Januar 1846.
- Weitere Untersuchungen über die Verstopfung der Lungenarterie und ihre Folgen. In: Traubes Beiträge zur experimentellen Pathologie und Physiologie. Heft 2, Berlin 1846.
- Rokitansky, Handbuch der allgemeinen pathologischen Anatomie. In: Medicinische Zeitung. Band 15, 1846, S. 237–238 und 243–244.
- Die öffentliche Gesundheitspflege. In: Die Medicinische Reform. Band 1, Nr. 5, 1848, S. 21 f.; Nr. 7, S. 37–40; Nr. 8, S. 45–47; Nr. 9, S. 53–56.
- Die Einheitsbestrebungen in der wissenschaftlichen Medicin. Berlin 1849.
- Ueber Cretinismus, namentlich in Franken, und über pathologische Schädelformen. In: Verhandlungen der physikalisch-medicinischen Gesellschaft zu Würzburg. Band 2, Nr. 15–17, 1851, S. 230–271.
- Über den Cretinismus in Unterfranken. In: Verhandlungen der physikalisch-medicinischen Gesellschaft zu Würzburg. Band 3, 1852, S. 247–276.
- Über die Noth im Spessart. In: Verhandlungen der physikalisch-medicinischen Gesellschaft zu Würzburg. Band 3, 1852; Neudruck mit dem Titel Über die Not im Spessart. Eine medizinisch-geographisch-historische Skizze: Olms, Hildesheim / Wissenschaftliche Buchgesellschaft, Darmstadt 1968.
- Historisches, Kritisches und Positives zur Lehre der Unterleibsaffektionen. In: Archiv für praktische Anatomie. Band 5, 1853, S. 362 ff.

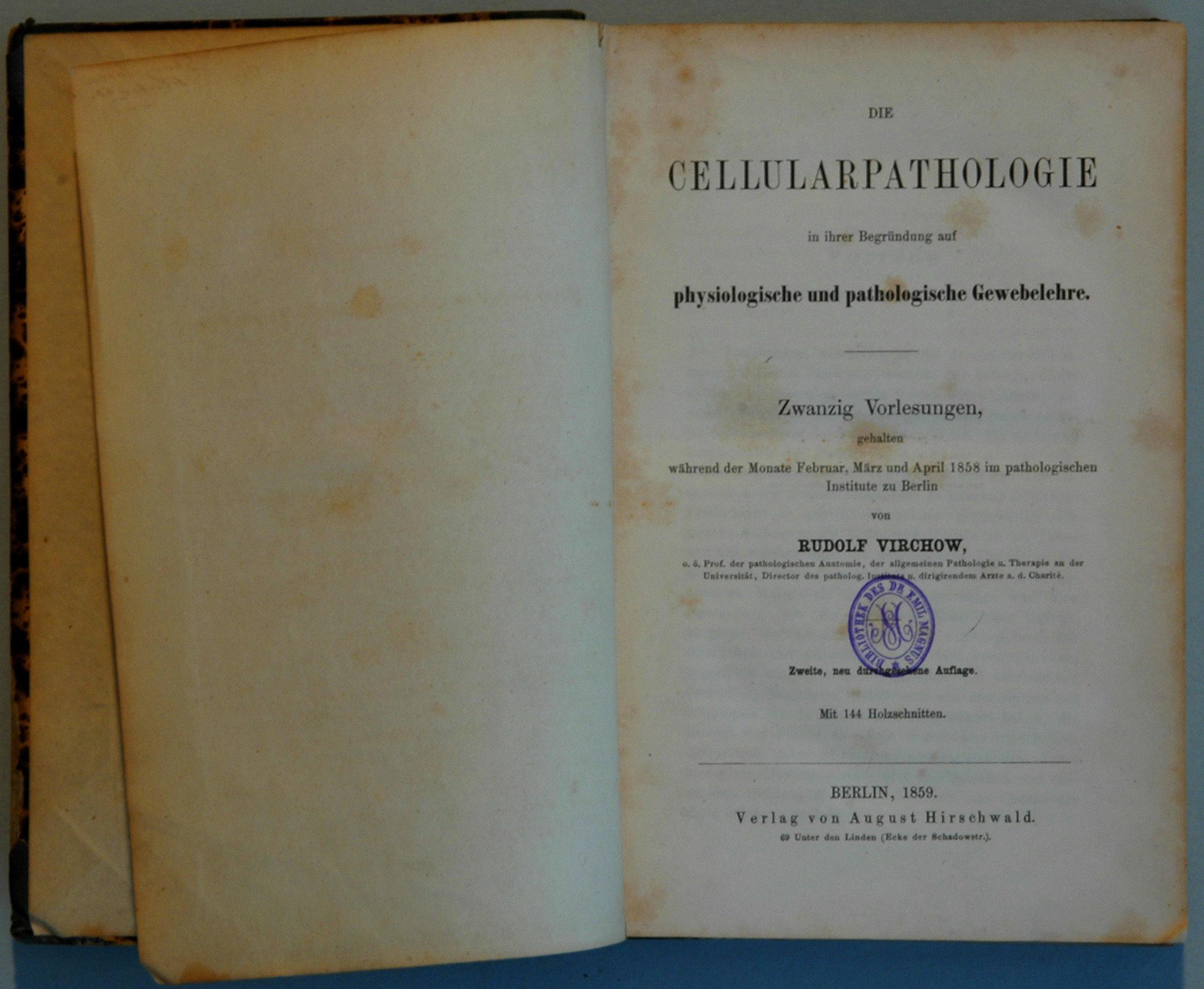
Cellularpathologie, 2. Auflage (1859)

- als Hrsg.: Handbuch der speciellen Pathologie und Therapie. 4 Bände. Enke, Erlangen 1854 ff.
- Gesammelte Abhandlungen zur wissenschaftlichen Medicin. Meidinger, Frankfurt am Main (1. Auflage 1856, 2. Auflage 1862).
- Untersuchungen über die Entwicklung des Schädelgrundes im gesunden und kranken Zustande und über den Einfluß desselben auf die Schädelform, Gesichtsbildung und Gehirnbau. Berlin 1857.
- Die Cellularpathologie in ihrer Begründung auf physiologische und pathologische Gewebelehre. Zwanzig Vorlesungen, gehalten während der Monate Februar, März und April 1858 in Pathologischen Instituten zu Berlin. Hirschwald, Berlin 1858 (Digitalisat und Volltext im Deutschen Textarchiv).
- Goethe als Naturforscher und in besonderer Beziehung auf Schiller. Eine Rede von Rudolf Virchow. Berlin 1861 (online).
- Die krankhaften Geschwülste. Berlin (Erster Band 1863, Zweiter Band 1864–1865, Dritter Band Teil 1; Französische Übersetzung Band 1 1867).
- Gedächtnissrede auf Joh. Lucas Schönlein, gehalten am 23. Januar 1865, dem ersten Jahrestage seines Todes in der Aula der Berliner Universität. August Hirschwald, Berlin 1865 (Digitalisat).
- Aus Schönlein’s Leben. Nachträgliche Mitteilungen. In: Virchows Archiv für pathologische Anatomie und Physiologie. Band 32, 1865, S. 170–174.
- Canalisation oder Abfuhr? 1869.
- Menschen- und Affenschädel. Vortrag, gehalten am 18. Februar 1869 im Saale des Berliner Handwerker-Vereins. Berlin 1870.
- Die Cellularpathologie in ihrer Begründung auf physiologische und pathologische Gewebelehre. August Hirschwald, 1871 (online, dort auch weitere digitalisierte Schriften).
- Die Urbevölkerung Europas. Berlin 1874 (online).
- Gesammelte Abhandlungen auf dem Gebiete der öffentlichen Medicin und der Seuchenlehre. 2 Bände. August Hirschwald, Berlin 1879.
- Beiträge zur Landeskunde der Troas (= Abhandlungen der Königlichen Akademie der Wissenschaften zu Berlin, Physikalische Klasse. Jahrgang 1879, Abhandlung 3). Dümmler, Berlin 1880 (online).
- Gegen den Antisemitismus. 1880.
- Zur Erinnerung an Nicolaus Friedreich. In: Virchow’s Archiv für pathologische Anatomie und Physiologie. Band 90, 1882, S. 212–220.
- Über den Unterricht in der pathologischen Anatomie. In: Klinisches Jahrbuch. Band 2, 1890, S. 75–100.
- Die Gründung der Berliner Universität und der Uebergang aus dem philosophischen in das naturwissenschaftliche Zeitalter. Rede am 3. August 1893 in der Aula der Königlichen Friedrich-Wilhelms-Universität zu Berlin, gehalten von dem zeitigen Rector Rudolf Virchow. August Hirschwald, Berlin 1893.
- Knochen von Höhlenbären mit krankhaften Veränderungen. In: Zeitschrift für Ethnologie. Band 27, 1895, S. 706–708 (online).